# Trận Vukovar
Trận Vukovar là một cuộc vây hãm kéo dài 87 ngày từ tháng 8 đến tháng 11 năm 1991 ở thành phố Vukovar, miền đông Croatia, áp đặt bởi Quân đội nhân dân Nam Tư (JNA) và hỗ trợ bởi các lực lượng bán quân sự khác nhau từ Serbia. Trước chiến tranh, thành phố kiểu Baroque này là một cộng đồng đa sắc tộc thịnh vượng, là nơi tụ hội của người Croat, người Serb và nhiều nhóm sắc tộc khác. Khi Nam Tư bắt đầu tan rã, cả tổng thống Serbia Slobodan Milošević và tổng thống Croatia Franjo Tuđman bắt đầu theo đuổi những chính sách chủ nghĩa dân tộc. Năm 1990, căng thẳng leo thang đã thành một cuộc nổi dậy có vũ trang của người Serb ở Croatia, được hỗ trợ bởi chính phủ Serbia và các nhóm bán quân sự, giành quyền kiểm soát các khu vực có đông dân cư người Serb ở Croatia. JNA cũng bắt đầu can thiệp ủng hộ cuộc nổi dậy, và xung đột nổ ra ở vùng Slavonia phía đông Croatia từ tháng 5 năm 1991. Vào tháng 8, JNA phát động một cuộc tấn công toàn diện nhằm vào lãnh thổ do Croatia nắm giữ ở phía đông Slavonia, bao gồm thành phố Vukovar.
Ở Vukovar, chống lại 36.000 binh sĩ JNA và lực lượng bán quân sự người Serb được trang bị áo giáp và pháo hạng nặng, là khoảng 1.800 Vệ binh Quốc gia Croatia (ZNG) được trang bị vũ khí hạng nhẹ và các tình nguyện viên dân sự. Trong trận chiến, đạn pháo và tên lửa được nã vào thành phố với tần suất lên tới 12.000 quả một ngày. Vào thời điểm đó, đây là trận chiến khốc liệt và kéo dài nhất ở châu Âu kể từ năm 1945, và Vukovar là thành phố lớn đầu tiên của châu Âu bị phá hủy hoàn toàn kể từ sau Chiến tranh thế giới thứ hai. Khi Vukovar thất thủ vào ngày 18 tháng 11 năm 1991, hàng trăm binh lính và dân thường bị lực lượng người Serb tàn sát và ít nhất 20.000 cư dân bị cưỡng bức di cư. Nhìn chung, khoảng 3.000 người đã thiệt mạng trong trận chiến. Hầu hết những người không thuộc sắc dân Serb đã bị thanh lọc và Vukovar được sáp nhập vào Cộng hòa Serbia Krajina. Một số quan chức quân sự và chính trị người Serb, bao gồm Milošević, sau đó bị truy tố và một số trường hợp trong số đó bị bỏ tù vì tội ác chiến tranh trong và sau trận chiến.
Trận chiến cũng làm kiệt quệ lực lượng JNA và cho thấy một bước ngoặt trong Chiến tranh giành độc lập Croatia. Một lệnh ngừng bắn được tuyên bố sau đó vài tuần. Vukovar vẫn nằm trong tay người Serb cho đến năm 1998, khi thành phố được tái sáp nhập vào Croatia một cách hòa bình với việc ký kết Thỏa thuận Erdut. Vukovar đã được tái thiết thời hậu chiến nhưng mới chỉ có ít hơn một nửa dân số so với lúc trước chiến tranh và nhiều tòa nhà vẫn còn dấu vết do chiến tranh để lại. Hai cộng đồng dân tộc chính nơi đây vẫn bị chia rẽ sâu sắc và thành phố không thể lấy lại được sự thịnh vượng trước đây.

## Bối cảnh

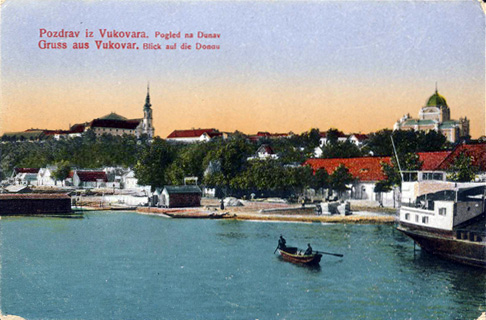
Khung cảnh thành phố Vukovar từ sông Danube vào năm 1917

Vukovar là một trung tâm quan trọng tại khu vực biên giới phía đông của Croatia, nằm ở đông Slavonia trên bờ tây sông Danube. Khu vực này có cộng đồng dân cư đa dạng gồm người Croat, người Serb, người Hungary, người Slovak, người Rusyn và nhiều dân tộc khác. Họ đã cùng nhau chung sống hòa thuận hàng thế kỷ trước Chiến tranh giành độc lập Croatia. Đây cũng là một trong những khu vực giàu có nhất của Nam Tư trước khi xảy ra xung đột. Sự thịnh vượng của Vukovar được phản ánh qua một trong những quần thể kiến trúc Baroque đẹp nhất ở Croatia.
Khu vực này trải qua những biến đổi lớn về nhân khẩu học sau Chiến tranh thế giới thứ hai, khi những cư dân gốc Đức bị trục xuất và người dân từ khắp nơi trên đất nước Nam Tư tới đây định cư. Năm 1991, cuộc điều tra dân số cuối cùng trước khi Nam Tư tan rã ghi nhận vùng đô thị Vukovar, bao gồm thành phố Vukovar và khu vực xung quanh, có 84.189 cư dân, trong đó 43,8% là người Croat, 37,5% là người Serb, còn lại là các nhóm dân tộc khác. Riêng dân số của Vukovar thì gồm 47% người Croat và 32,3% người Serb.
Từ năm 1945, Nam Tư được quản lý như một nhà nước Liên bang Xã hội Chủ nghĩa, với sáu nước cộng hòa thành viên - Slovenia, Croatia, Bosna và Hercegovina, Serbia, Montenegro và Macedonia. Biên giới hiện tại giữa Serbia và Croatia được phân định vào năm 1945 bởi Ủy ban Chính phủ Liên bang Nam Tư. Ủy ban này chuyển các khu vực có đa số người Serb cho Cộng hòa Xã hội chủ nghĩa Serbia và những khu vực có đa số người Croat cho Cộng hòa Xã hội chủ nghĩa Croatia. Tuy nhiên, một bộ phận không nhỏ người Serb vẫn nằm trong biên giới Croatia.
Sau cái chết của nhà lãnh đạo Nam Tư Josip Broz Tito vào năm 1980, chủ nghĩa dân tộc vốn bị đàn áp từ lâu nay như được hồi sinh và các nước thành viên bắt đầu khẳng định quyền lực mạnh mẽ hơn khi chính phủ liên bang bắt đầu suy yếu. Slovenia và Croatia tiến tới dân chủ đa đảng và cải cách kinh tế, nhưng tổng thống Serbia Slobodan Milošević phản đối cải cách và tìm cách tăng tầm ảnh hưởng của chính phủ Nam Tư. Năm 1990, Slovenia và Croatia tổ chức bầu cử chấm dứt chế độ cộng sản và đưa các Đảng ủng hộ độc lập lên nắm quyền. Ở Croatia, Liên minh Dân chủ Croatia (HDZ) lên nắm quyền, với Franjo Tuđman làm tổng thống.
Chương trình nghị sự của Tuđman đã bị phản đối bởi nhiều người thiểu số Serb ở Croatia, những người mà ông luôn công khai đối kháng. Đảng Dân chủ người Serb (SDS) ở Croatia, được Milošević ủng hộ phía sau, tố cáo HDZ tái sinh phong trào dân tộc-phát xít Ustaše, một phong trào đã tàn sát hàng trăm nghìn người Serb trong Chiến tranh thế giới thứ hai. Từ giữa năm 1990, SDS tổ chức một cuộc nổi dậy có vũ trang ở các khu vực có đông người Serb sinh sống ở Croatia và thành lập Oblast tự trị dân tộc Serbia ở Krajina, với sự hỗ trợ bí mật của chính phủ Serbia và các nhóm bán quân sự người Serb. Chính phủ Croatia nhanh chóng mất quyền kiểm soát các khu vực rộng lớn. Vào tháng 2 năm 1991, người Serb ở Krajina ly khai khỏi Croatia và tuyên bố ý định thống nhất với Serbia. Các cộng đồng người Serb khác ở Croatia cũng tuyên bố độc lập và thành lập lực lượng dân quân của riêng mình.

## Trước cuộc chiến
Xung đột giữa người Serb và người Croat lan sang miền đông Slavonia vào đầu năm 1991. Vào ngày 1 tháng 4, dân làng người Serb xung quanh Vukovar và các thành phố khác ở đông Slavonia bắt đầu dựng rào chắn trên các con đường chính. Đại bàng Trắng, một lực lượng bán quân sự người Serb do Vojislav Šešelj đứng đầu, di chuyển đến đóng quân ở làng người Serb Borovo Selo ở ngay phía bắc Vukovar. Vào giữa tháng 4 năm 1991, các vị trí của lực lượng người Serb bị tấn công bởi súng không giật di động. Có những cáo buộc rằng Gojko Šušak, lúc đó là Thứ trưởng Bộ Quốc phòng Croatia, ra lệnh cuộc tấn công. Không có thương vong, nhưng sự kiện đã làm trầm trọng thêm căng thẳng sắc tộc trong khu vực. Vào ngày 2 tháng 5, lực lượng bán quân sự người Serb phục kích hai xe buýt của cảnh sát Croatia tại trung tâm Borovo Selo, khiến 12 cảnh sát thiệt mạng và 22 người khác bị thương. Một người Serb cũng thiệt mạng trong sự kiện. Trận Borovo Selo là sự kiện bạo lực tồi tệ nhất giữa người Serb và người Croat kể từ sau Chiến tranh thế giới thứ hai, khiến nhiều người Croat phẫn nộ và dẫn đến bùng phát bạo lực sắc tộc trên khắp Slavonia.

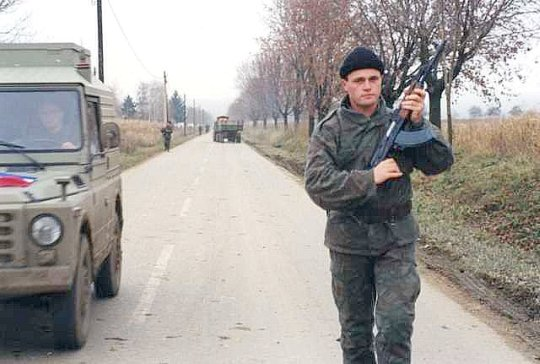
Một binh sĩ thuộc lực lượng bán quân sự người Serb đang tuần tra ở Erdut, đông Slavonia, năm 1991.

Ngay sau đó, các đơn vị trực thuộc Quân đội Nhân dân Nam Tư (JNA) được điều động đến Borovo Selo. Sự can thiệp của quân đội được các nhà lãnh đạo địa phương Croatia hoan nghênh, nhưng Thứ trưởng Bộ Nội vụ Croatia, Milan Brezak, cáo buộc JNA ngăn cản cảnh sát Croatia đối phó với lực lượng bán quân sự. Các trận đấu súng nổ ra khắp nơi giữa các nhóm dân quân đối địch. Tại Vukovar, người Croat quấy rối các cư dân Serb, đôi khi rất bạo lực. Cảnh sát Croatia cưỡng chế đài phát thanh địa phương, Radio Vukovar, các nhân viên người Serb của đài bị sa thải và thay thế bằng người Croat. Các lực lượng dân quân Serb đã phong tỏa một cách có hệ thống các tuyến đường vận chuyển ở khu vực nông thôn với đa số người Serb ở xung quanh Vukovar, và trong nhiều ngày chỉ có thể tiếp cận Vukovar bằng một con đường đất chạy qua các ngôi làng có người Croat sinh sống. Bầu không khí ở Vukovar được mô tả là chết chóc.
Vào ngày 19 tháng 5 năm 1991, chính phủ Croatia tổ chức một cuộc trưng cầu dân ý độc lập trên toàn quốc. Ở Vukovar, cũng như nhiều nơi khác ở Croatia, những người theo chủ nghĩa dân tộc Serb cứng rắn kêu gọi người Serb tẩy chay cuộc trưng cầu dân ý, trong khi những người ôn hòa ủng hộ việc sử dụng cuộc trưng cầu để phản đối độc lập. Nhiều người Serb địa phương đã bỏ phiếu. Cuộc trưng cầu dân ý được thông qua với 94% số phiếu ủng hộ trên toàn quốc.
Bạo lực trong và xung quanh Vukovar có chiều hướng gia tăng sau cuộc trưng cầu dân ý. Các cuộc tấn công bằng súng và bom liên tiếp được báo cáo trong thành phố và các khu vực xung quanh. Các cuộc pháo kích lẻ tẻ vào thành phố bắt đầu từ tháng 6, và gia tăng cường độ trong suốt mùa hè. Borovo Naselje, vùng ngoại ô phía bắc Vukovar do Croatia nắm giữ, hứng chịu một trận pháo kích đáng kể vào ngày 4 tháng 7. Lực lượng bán quân sự người Serb bắt đầu trục xuất hàng nghìn người không thuộc sắc tộc Serb ra khỏi nhà trên khắp thành phố. Đáp lại điều này, lực lượng bán quân đội người Croat, do Tomislav Merčep chỉ huy, tấn công người Serb trong và xung quanh Vukovar. Khoảng từ 30 đến 86 người Serb đã mất tích hoặc bị giết, và hàng ngàn người khác phải rời bỏ nhà cửa. Một đại diện của chính phủ Croatia tại Vukovar nói với chính quyền Zagreb rằng "thành phố lại là nạn nhân của khủng bố, các cuộc xung đột vũ trang và các vụ xả súng khiêu khích với những hậu quả khó lường. Chính sách được theo đuổi cho đến nay đã tạo ra một bầu không khí kinh hoàng trong cộng đồng người Croat và người Serb." Các tay súng của cả hai bên đốt và cướp phá hàng trăm ngôi nhà và trang trại trong khu vực.
Cuộc xung đột đã làm mờ ranh giới sắc tộc. Nhiều người Serb sống ở Vukovar qua nhiều thế hệ - được gọi là starosedioci hay "những người định cư cũ" - không bị ảnh hưởng bởi những tuyên truyền chính trị từ Beograd hay Knin và vẫn tiếp tục chung sống hòa bình với các hàng xóm người Croat. Ngược lại, những došljaci, hay "người mới đến", có gia đình di cư từ miền nam Serbia và Montenegro để thay thế những người gốc Đức bị trục xuất sau 1945, mới là những người hưởng ứng nhiều nhất những lời kêu gọi chủ nghĩa dân tộc. Nhà báo Paolo Rumiz mô tả cách chính quyền Serbia cố gắng thu phục đồng bào để vận động lòng yêu nước, và khi không thành công với điều đó, họ giết những người dân ấy, cướp tài sản, hàng hóa hay xua đuổi họ đi chỗ khác. Những người định cư cũ sẽ không để mình bị kích động chống lại các quốc gia khác. Khi người Croat chạy trốn khỏi các cuộc giao tranh, họ thường giao chìa khóa nhà cho những người hàng xóm Serb, những người mà họ tin tưởng, thay vì cho cảnh sát Croatia. Nhà khoa học chính trị Sabrina P. Ramet lưu ý rằng điểm nổi bật của cuộc chiến ở đông Slavonia là "việc huy động những người không hòa nhập vào đời sống đô thị đa văn hóa chống lại chủ nghĩa đa văn hóa đô thị." Cựu thị trưởng Beograd Bogdan Bogdanović mô tả cuộc tấn công vào Vukovar là một hành động, cuộc tấn công có chủ ý vào chủ nghĩa đô thị.

## Các lực lượng đối lập

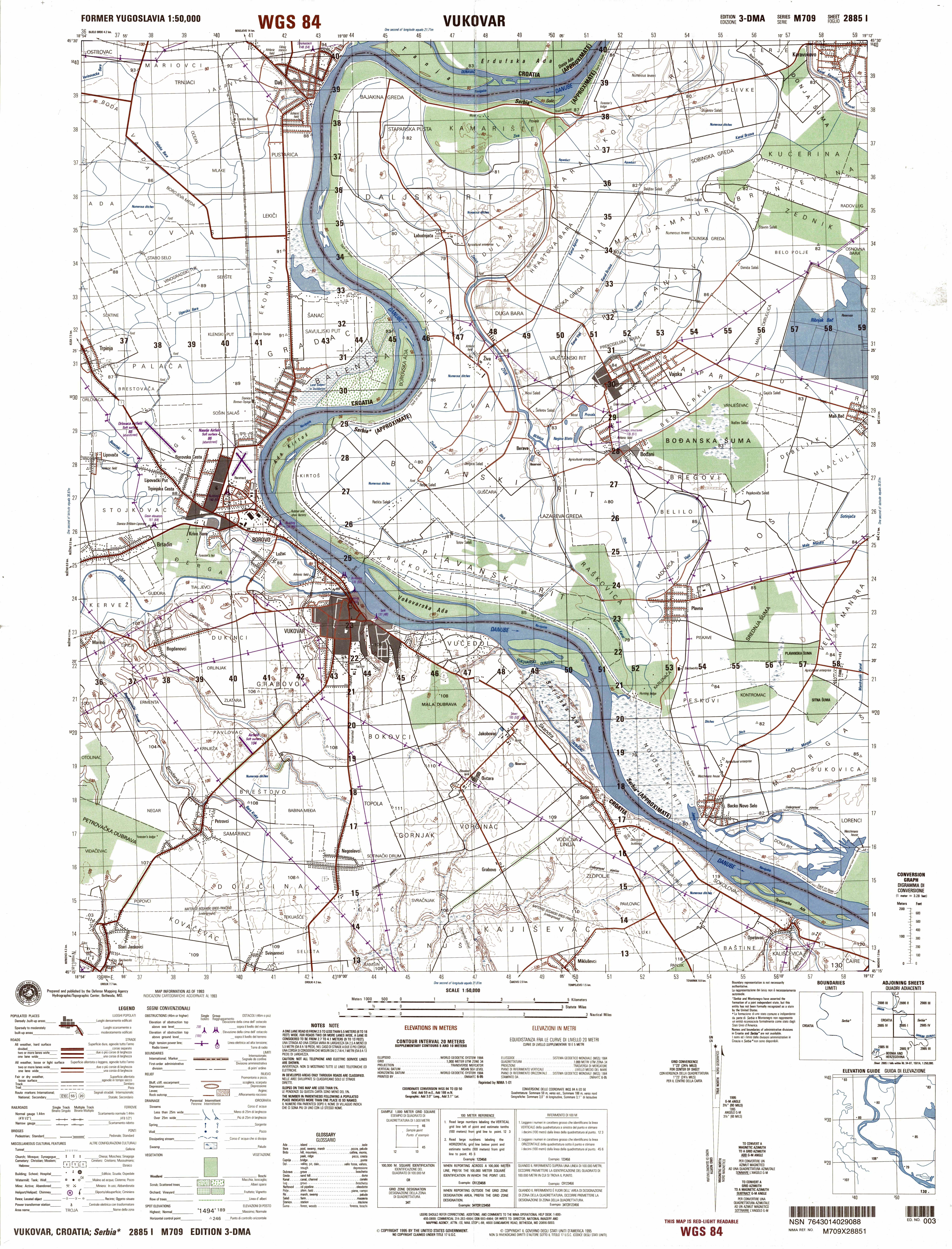
Bản đồ Vukovar và khu vực xung quanh

Đến cuối tháng 7 năm 1991, lực lượng phòng thủ tự phát của người Croat ở Vukovar gần như bị bao vây bởi dân quân người Serb ở các khu vực lân cận. Lực lượng bán quân sự, binh lính JNA và Lực lượng Phòng thủ Lãnh thổ (TO) có mặt tại các khu vực có đông người Serb sinh sống. Có một doanh trại nhỏ của JNA ở quận Sajmište của Vukovar bị bao quanh bởi lãnh thổ do Croatia kiểm soát. Mặc dù hai bên thường được gọi là "người Croat" và "người Serb" hoặc "người Nam Tư", người Serb và người Croat cũng như nhiều nhóm dân tộc khác trên khắp Nam Tư tham chiến cho cả hai phe. Chỉ huy thứ nhất của lực lượng tấn công là người Macedonia. Người Serb và các sắc tộc khác chiếm một phần đáng kể của lực lượng Croatia.

### Lực lượng Croatia
Lực lượng Croatia tại Vukovar bao gồm 1.800 người được tập hợp từ các đơn vị của Vệ binh Quốc gia Croatia mới được thành lập, bao gồm 400 thành viên của Lữ đoàn Cận vệ 3 và Lữ đoàn Cận vệ 1. Tiểu đoàn 4 của Lữ đoàn cận vệ 3 đóng quân trong thành phố ngay từ đầu, trong khi các thành viên Lữ đoàn cận vệ 1 rút lui từ nơi khác ở phía tây Syrmia tới đây. Ngoài ra còn có 300 sĩ quan cảnh sát và 1.100 tình nguyện viên dân sự từ Vukovar và các khu vực lân cận. Ban đầu, phần lớn lực lượng được tổ chức một cách tự phát. Vào cuối tháng 9 năm 1991, lực lượng được chính thức tổ chức lại thành Lữ đoàn Vukovar 204, còn được gọi là Lữ đoàn 124.
Có các tình nguyện viên đến từ các vùng khác của Croatia, bao gồm 58 thành viên nhóm bán quân sự cực hữu Lực lượng Phòng vệ Croatia (HOS), hậu thuẫn bởi Đảng Quyền lợi Croatia (HSP) theo chủ nghĩa dân tộc cực đoan của Dobroslav Paraga. Lực lượng phòng thủ thành phố là một bộ phận tiêu biểu của của xã hội Vukovar. Có tới một phần ba không phải là người Croat, bao gồm người Serb, người Rusyn, người Hungary và các sắc tộc khác. Khoảng 100 người trong số đó là người Serb. "Chúng tôi hoàn toàn tin tưởng vào họ", một cựu binh Croatia nói. "Họ đã sát cánh cùng chúng tôi bảo vệ Vukovar."
Lực lượng Croatia tại Vukovar được chỉ huy bởi Mile Dedaković, một cựu sĩ quan JNA gia nhập ZNG và tình nguyện phụ trách công tác phòng thủ của nơi đây. Trong trận chiến, ông sử dụng bí danh Jastreb. Gojko Šušak, Bộ trưởng Bộ Quốc phòng Croatia, viện dẫn Dedaković như một minh chứng người Serb cũng tham gia bảo vệ Vukovar. Tuyên bố này sau đó đã được các nguồn độc lập in lại, nhưng là sai sự thật. Phó tư lệnh Branko Borković, một cựu sĩ quan JNA khác cũng tình nguyện phục vụ ở Vukovar. Hai người thiết lập một cơ cấu chỉ huy thống nhất, tổ chức lực lượng phòng thủ thành một lữ đoàn duy nhất và triển khai một hệ thống phòng thủ tổng hợp. Một vành đai phòng thủ gồm sáu khu vực được thành lập, mỗi khu vực được giao cho một đơn vị trong Lữ đoàn 204. Họ cũng sử dụng một mạng lưới hầm, kênh, mương và hào để di chuyển xung quanh các khu vực khi cần thiết.
Ở giai đoạn đầu, lực lượng ở Vukovar được trang bị tương đối kém, nhiều người chỉ được trang bị súng săn và họ chủ yếu dựa vào vũ khí bộ binh hạng nhẹ, nhưng có thu được một ít pháo, súng phòng không và tự chế tạo mìn nổ. Họ cũng thu được vài trăm vũ khí chống tăng như súng phóng tên lửa M79 và M80, nhưng thiếu đạn dược trong suốt trận chiến. Việc chiếm được doanh trại của JNA đã phần nào cải thiện tình hình. Người ta ước tính rằng chiến trường Vukovar sử dụng khoảng 55-60% tổng số đạn dược sẵn có của lực lượng Croatia.

### Lực lượng Nam Tư và Serbia

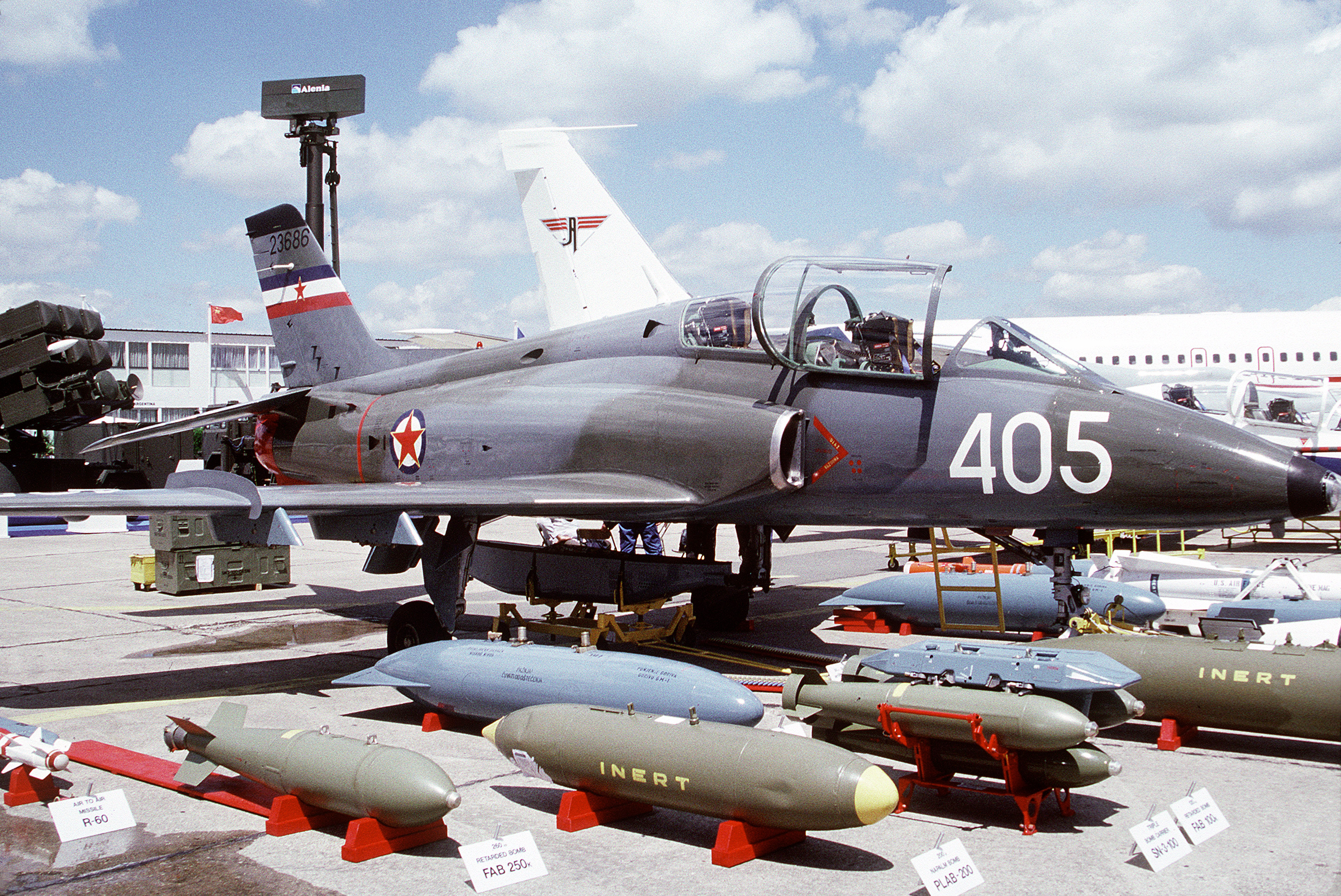
Máy bay chiến đấu, chẳng hạn như Soko G-4 Super Galeb, được Không quân Nam Tư sử dụng trong trận chiến.

Lực lượng tấn công bao gồm các sĩ quan JNA từ khắp Nam Tư, các thành viên của TO, Chetnik (lực lượng bán quân sự người Serb dân tộc chủ nghĩa), dân quân Serb địa phương cũng như các đơn vị của Hải quân Nam Tư và Không quân Nam Tư. Vào lúc cao điểm, lực lượng Nam Tư và người Serb ở vùng lân cận Vukovar lên tới khoảng 36.000 người. Họ được trang bị pháo hạng nặng, tên lửa, xe tăng và được hỗ trợ bởi máy bay và tàu hải quân trên sông Danube.
Mặc dù quân đội Nam Tư tham gia chính, chính phủ Serbia cũng có trực tiếp tham gia trận chiến. Cơ quan cảnh sát mật của Serbia, SDB, tham gia vào một số hoạt động quân sự, và một số sĩ quan của cơ quan này chỉ huy các đơn vị TO của Serbia chiến đấu tại Vukovar. Bộ Nội vụ Serbia cũng chỉ đạo các hoạt động của lực lượng bán quân sự, và chịu trách nhiệm trang bị khí tài cho lực lượng này. Slobodan Milošević sau đó đã bị buộc tội liên quan trực tiếp tới trận chiến. Theo Veselin Šljivančanin, người sau đó bị kết án vì tội ác chiến tranh tại Vukovar, lệnh bắn phá Vukovar đến "từ Dedinje" - khu phố thượng lưu ở Beograd, nơi Milošević sinh sống.

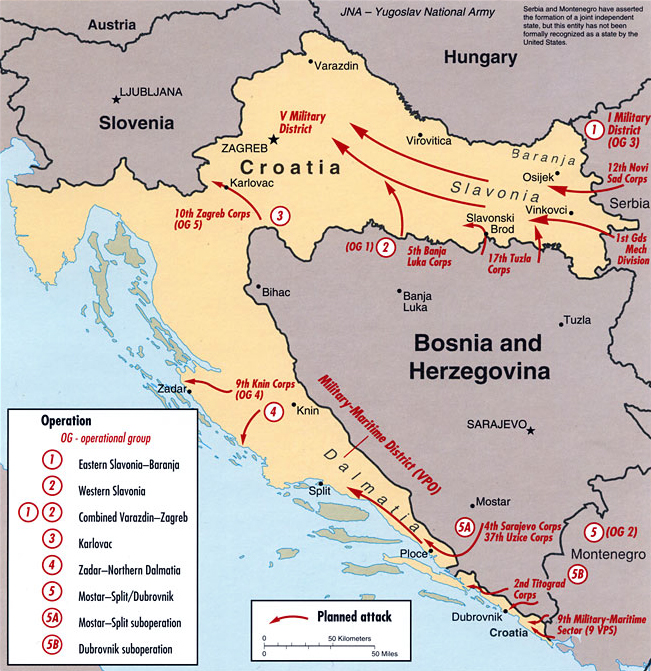
Kế hoạch tấn công chiến lược của JNA tại Croatia, 1991. Kế hoạch này bị hủy bỏ bởi trận Vukovar đã làm kiệt quệ lực lượng JNA, ngăn cản việc tiến sâu hơn vào Croatia.

Ban đầu, JNA vẫn coi mình là lực lượng bảo vệ nhà nước Liên bang cộng sản Nam Tư, chứ không phải là một công cụ của chủ nghĩa dân tộc người Serb. Người đứng đầu JNA, Veljko Kadijević, Bộ trưởng Quốc phòng Nam Tư là một người cộng sản tận tụy, ban đầu tìm cách giữ các thành viên Nam Tư lại với nhau và tuyên bố trung lập trong cuộc xung đột giữa người Serb và người Croat. Ban lãnh đạo JNA nhắm đến việc chia đôi Croatia bằng cách chiếm giữ các vùng nội địa có đông người Serb sinh sống, gần như toàn bộ vùng Dalmatia và phần lớn miền trung và miền đông Croatia. Mục đích là buộc giới lãnh đạo chính trị Croatia đầu hàng và đàm phán lại tư cách thành viên của Nam Tư. Ban lãnh đạo JNA không bị chi phối bởi người Serb, và những mục tiêu ban đầu này phản ánh triển vọng của Nam Tư về sự lãnh đạo đa sắc tộc. Kadijević là người nửa Croat và nửa Serb, còn phó tư lệnh là người Slovene, chỉ huy lực lượng JNA trong giai đoạn đầu của trận chiến là người Macedonia, và người đứng đầu Lực lượng Không quân Nam Tư, đã liên tục ném bom Vukovar trong trận chiến, là một người Croat.
Thất bại trong cuộc Chiến tranh 10 ngày với Slovenia khiến JNA không thể hoàn thành mục tiêu ban đầu là giữ cho Nam Tư nguyên vẹn. Nhiều thành viên người Serb trong quân đội không còn muốn chiến đấu vì một Nam Tư đa sắc tộc. Người Serb ngày càng chiếm đa số trong JNA khi những binh sĩ không phải người Serb đào ngũ hoặc từ chối nhập ngũ. Một số chỉ huy JNA công khai ủng hộ lực lượng nổi dậy người Serb ở Croatia và cung cấp vũ khí cho họ. Mặc dù Kadijević và các chỉ huy cấp cao khác của JNA ban đầu lập luận rằng "JNA phải bảo vệ tất cả các quốc gia của Nam Tư",  cuối cùng họ nhận ra rằng không có cơ hội đạt được mục tiêu ban đầu, và ủng hộ phe người Serb.
Tuyên truyền của Nam Tư và Serb miêu tả những người ly khai người Croat là kẻ diệt chủng Ustaše, là những kẻ đã chiếm lãnh thổ Nam Tư một cách bất hợp pháp và đang đe dọa thường dân người Serb tương tự như các pogrom chống người Serb trong Chiến tranh thế giới thứ hai. Kadijević sau đó biện minh cho cuộc tấn công nhằm vào Vukovar với lý do đây là một phần của "xương sống của quân đội Croatia" và phải được "giải phóng". Tờ Narodna Armija của JNA tuyên bố sau trận chiến rằng Vukovar "đã chuẩn bị trong nhiều thập kỷ để hỗ trợ quân Đức xâm nhập sông Danube." Šešelj tuyên bố: "Tất cả chúng ta là một quân đội. Cuộc chiến này là một thử thách lớn đối với người Serb. Những người vượt qua bài kiểm tra sẽ trở thành người chiến thắng. Những người đào ngũ không thể không bị trừng phạt. Không một Ustaša nào có thể rời Vukovar sống sót."

## Diễn biến

### Giai đoạn I, tháng 8 đến tháng 9 năm 1991

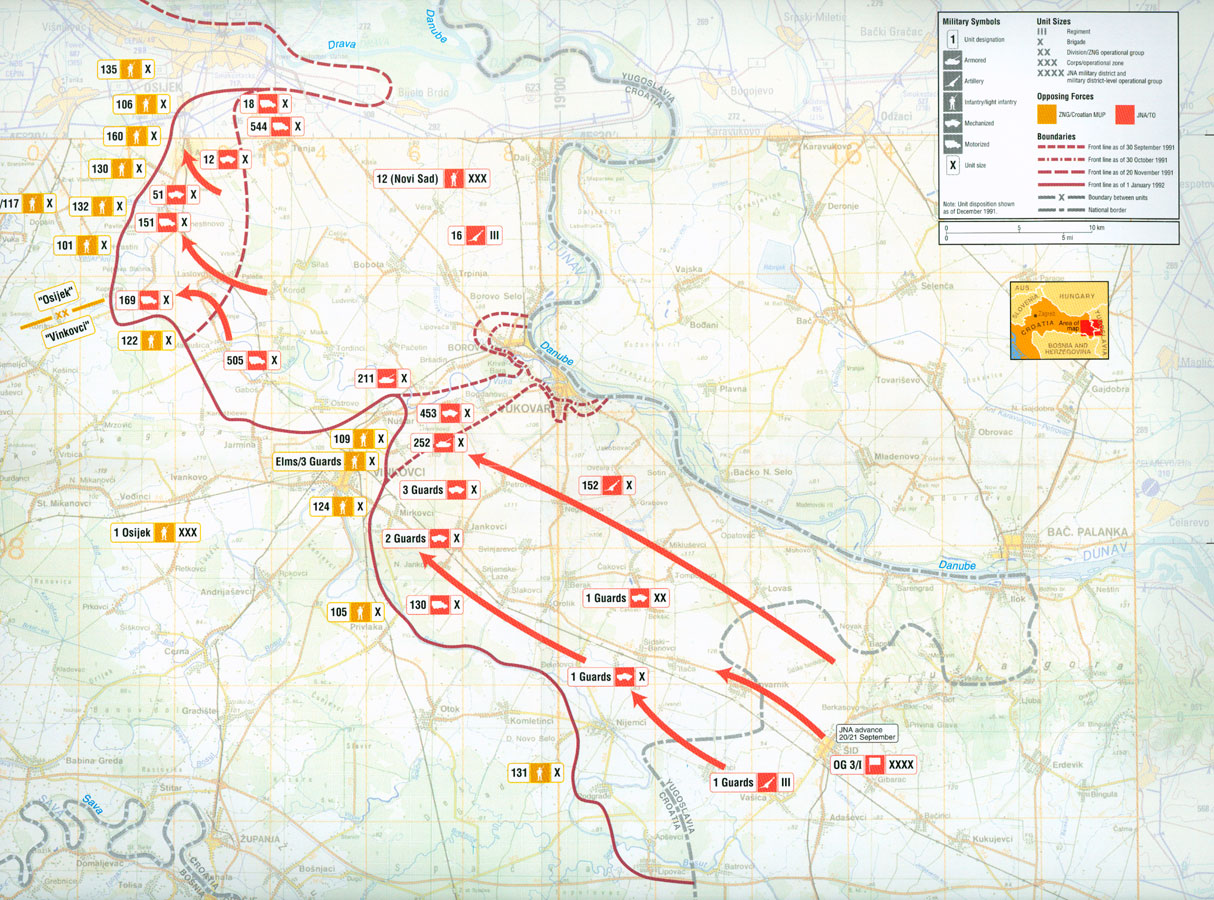
Bản đồ các hoạt động quân sự ở miền đông Slavonia từ tháng 9 năm 1991 đến tháng 1 năm 1992. Phòng tuyến khi giai đoạn này kết thúc là biên giới thực tế giữa lãnh thổ người Croat và người Serb nắm giữ cho đến tháng 1 năm 1998.

Trận Vukovar diễn ra trong hai giai đoạn kéo dài khoảng 90 ngày: từ tháng 8 đến tháng 9 năm 1991, trước khi thành phố bị bao vây hoàn toàn, và từ đầu tháng 10 đến giữa tháng 11, khi Vukovar bị JNA bao vây và cuối cùng là bị JNA chiếm đóng. Bắt đầu từ tháng 6, Vukovar và các khu vực lân cận phải hứng chịu trận pháo và súng cối gần như hàng ngày. Vào tháng 7, JNA và TO bắt đầu triển khai lực lượng trên khắp miền đông Slavonia, bao quanh Vukovar từ ba phía. Giao tranh ác liệt bắt đầu vào cuối tháng Tám. Vào ngày 23 tháng 8, Borovo Naselje hứng chịu hàng loạt đạn pháo từ phía JNA và các lực lượng Croatia đã bắn hạ hai máy bay chiến đấu G-2 Galeb bằng tên lửa phòng không phóng vác vai. Ngày hôm sau, JNA, Không quân Nam Tư và Hải quân Nam Tư tiến hành một cuộc tấn công lớn sử dụng máy bay, tàu hải quân trên sông Danube, xe tăng và pháo binh. Cuộc tấn công, được thực hiện từ cả hai bên biên giới, gây ra thiệt hại lớn và dẫn đến nhiều thương vong cho dân thường.
Vào ngày 14 tháng 9, chính phủ Croatia ra lệnh tấn công tất cả các đơn vị đồn trú và kho vũ khí của JNA trên toàn quốc, gọi là Trận chiến doanh trại. Doanh trại JNA ở Vukovar nằm trong số những nơi bị tấn công vào ngày hôm đó, dù JNA đã cố gắng phòng vệ. Để trả đũa, lực lượng bán quân sự người Serb tấn công các khu vực ở phía tây nam Vukovar từ hướng Negoslavci, buộc khoảng 2.000 người phải sơ tản. Đã có báo cáo về các vụ giết người hàng loạt và một số lượng dân thường thiệt mạng. Các lực lượng Croatia bên ngoài vành đai Vukovar nhận được một lượng lớn vũ khí và đạn dược từ các kho chứa ở nơi khác, giúp họ giữ vững phòng tuyến.
JNA đáp trả bằng cách phát động một loạt các cuộc tấn công lớn ở đông Slavonia, từ đó dự định tiến về phía tây qua Vinkovci và Osijek đến Zagreb. JNA không bỏ qua Vukovar vì ban lãnh đạo JNA muốn giải phóng các doanh trại bị bao vây và loại bỏ mối đe dọa có thể xảy ra đối với các tuyến tiếp tế. Dù Vukovar không phải trọng tâm chính của chiến dịch, nhưng như Trận Stalingrad, một cuộc giao tranh ban đầu không quan trọng đã trở thành một biểu tượng chính trị quan trọng cho cả hai bên.
Vào ngày 19 tháng 9, một lực lượng JNA bao gồm ít nhất 100 xe tăng T-55 và M-84 cùng với các tàu sân bay bọc thép và pháo hạng nặng rời Beograd, bắt đầu xâm nhập vào Croatia gần thị trấn người Serb là Šid vào ngày 20 tháng 9. Lực lượng phòng thủ Croatia lập tức phải quay trở lại Vukovar. Lữ đoàn cơ giới cận vệ số 1 của JNA nhanh chóng tiếp cận doanh trại Vukovar, phá bỏ vòng vây của Croatia và tiến đến bao vây Vukovar. Đến ngày 30 tháng 9, nơi đây gần như bị bao vây hoàn toàn. Tất cả các con đường vào và ra đều bị phong tỏa, và con đường duy nhất vào là đi xuyên qua một cánh đồng ngô hiểm trở.
JNA liên tục tiến hành các cuộc tấn công vào Vukovar nhưng không đạt được tiến triển nào. Lực lượng chiến đấu bọc thép của JNA, được thiết kế để chiến đấu ở đất trống, hầu như không thể đi vào những con phố hẹp của Vukovar. Sự hỗ trợ từ bộ binh chính quy còn thiếu, trong khi đó, lực lượng TO thì không được huấn luyện bài bản, thiếu nhuệ khí và không đủ khả năng thay thế. Lực lượng JNA dường như thiếu kinh nghiệm tiến hành chiến tranh đô thị, các sĩ quan ra quyết định và phản ứng chậm chạp.
Lực lượng Croatia chống lại các cuộc tấn công của JNA bằng cách nổ mìn các con đường, cử các đội cơ động được trang bị vũ khí chống tăng, triển khai nhiều tay súng bắn tỉa và chống trả JNA từ các vị trí kiên cố. JNA ban đầu dựa vào việc tập trung hàng loạt xe bọc thép tiến dọc theo đường phố theo sau là một vài đại đội bộ binh. Croatia đáp trả bằng cách khai hỏa vũ khí chống tăng ở cự ly rất gần - chỉ khoảng 20 mét (66 ft) - để vô hiệu hóa xe dẫn đầu và xe phía sau, khiến cho những người còn lại mắc kẹt ở giữa, vô hiệu hóa một cách có hệ thống lực lượng JNA. Croatia cố gắng tránh phá hủy hoàn toàn bộ xe bọc thép của JNA, vì chúng có thể chứa nguồn tiếp tế quan trọng. Người Croat sử dụng chiến lược "phòng thủ chủ động", thực hiện các cuộc tấn công đánh và rồi chạy khiến cho JNA choáng váng. Mìn cũng làm cản trở bước tiến của JNA. Các chiến thuật khác cũng được sử dụng để làm giảm nhuệ khí quân JNA, chẳng hạn như bắn tên lửa thời tiết và đặt mìn bên dưới xe tăng JNA vào ban đêm, khiến chúng phát nổ khi khởi động vào buổi sáng. JNA có thương vong rất lớn. Trên một con đường, được mệnh danh là "nghĩa địa xe tăng", khoảng một trăm xe bọc thép của JNA bị phá hủy, 15 trong số đó gây ra bởi Marko Babić. Thương vong cao đã ảnh hưởng đến tinh thần của cả bộ chỉ huy.
JNA bắt đầu phóng pháo và tên lửa vào thành phố. Tới cuối trận chiến, hơn 700.000 quả đạn pháo và các tên lửa các loại đã được bắn vào Vukovar với tần suất lên tới 12.000 quả một ngày. Người ta ước tính rằng Vukovar cũng như các khu vực xung quanh đã bị bắn phá bởi hơn 2,5 triệu quả đạn pháo trên 20 milimét (0,79 in). Cuộc bắn phá này được cho là dữ dội hơn cả ở Stalingrad. Hàng nghìn người dân Vukovar trú ẩn trong các hầm tránh bom được xây dựng trong Chiến tranh Lạnh.

#### Những điểm yếu của JNA và áp dụng các chiến thuật mới

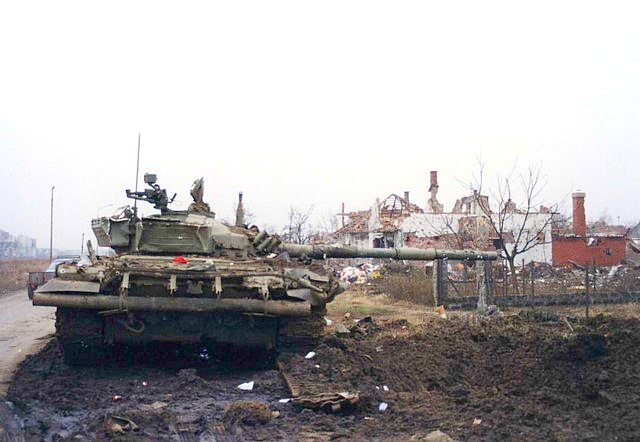
Một chiếc xe tăng M-84 của JNA bị vô hiệu hóa bởi mìn, tháng 11 năm 1991

Việc JNA thiếu sự hỗ trợ của bộ binh là do mức tuyển quân thấp trong những tháng trước đó. Nhiều lính dự bị - đến từ tất cả các nước thành viên, bao gồm cả Croatia - từ chối nhập ngũ, và nhiều binh sĩ đang phục vụ đã đào ngũ thay vì chiến đấu. Serbia không chính thức có chiến tranh và không có cuộc tổng động viên nào. Ước tính có khoảng 150.000 người Serb xuất ngoại để trốn nghĩa vụ quân sự, và nhiều người khác đã đào ngũ hoặc lẩn trốn. Chỉ có 13 phần trăm lính nghĩa vụ được báo cáo làm nhiệm vụ. 40.000 người khác tổ chức nổi dậy trên khắp Serbia; tờ báo Vreme bình luận vào tháng 7 năm 1991 rằng quân đội lúc đó hoàn toàn tan rã.
Nhuệ khí trên chiến trường kém. Các chỉ huy của JNA đã phải nổ súng để thúc đẩy người của họ chiến đấu. Khi chỉ huy của một đơn vị JNA tại Vukovar hỏi ai sẵn sàng chiến đấu, một nửa số người muốn về nhà. Một lính nghĩa vụ, không thể quyết định chọn đi về hay ở lại chiến đấu tự bắn mình tại chỗ. Một sĩ quan JNA từng phục vụ tại Vukovar sau đó đã mô tả cách quân của ông nhiều lần từ chối tuân theo mệnh lệnh, "bỏ phương tiện chiến đấu, vứt bỏ vũ khí, tụ tập trên một bãi đất bằng phẳng, ngồi và hát Give Peace a Chance của John Lennon." Vào cuối tháng 10, toàn bộ một tiểu đoàn bộ binh từ Novi Sad đã từ bỏ tấn công vào Borovo Naselje và bỏ chạy. Một nhóm lính dự bị khác vứt bỏ vũ khí và đi bộ trở lại Serbia qua một cây cầu gần đó. Một lính lái xe tăng, Vladimir Živković, lái xe tăng từ tiền tuyến tại Vukovar đến quốc hội Nam Tư ở Beograd, đỗ trên bậc thềm trước tòa nhà. Živković bị bắt và bị nhà chức trách tuyên bố là mất trí. Cách nhà chức trách đối xử với Živković khiến các đồng chí của Živković phẫn nộ, phản đối bằng cách chiếm lấy một đài phát thanh địa phương bằng súng và tuyên bố rằng "chúng tôi không phải là những kẻ phản bội, nhưng chúng tôi không muốn trở thành những kẻ xâm lược."
Vào cuối tháng 9, Života Panić được giao phụ trách chiến dịch tấn công Vukovar. Ông thành lập trụ sở mới, các cơ chế chỉ huy và kiểm soát mới để giải quyết tình trạng vô tổ chức đã cản trở bước tiến của JNA. Panić chia lực lượng JNA thành các Khu vực Trách nhiệm (AORs) phía Bắc và phía Nam. AOR phía bắc được giao cho Mladen Bratić, trong khi Mile Mrkšić được giao phụ trách phía nam. Lính mới nhập ngũ và các nhóm tình nguyện bán quân sự từ Serbia cũng bổ sung vào lực lượng, được trang bị vũ khí tốt và có nhuệ khí nhưng thường vô kỷ luật và tàn bạo. Họ được thành lập thành các đơn vị cỡ đại đội và tiểu đoàn để thay thế cho những người đào ngũ. Trong một video quay sau một trận chiến, chỉ huy quân đoàn Novi Sad đã ca ngợi Lực lượng Vệ binh Tình nguyện Serb ("Những chú hổ") của Željko Ražnatović, được gọi là "Arkan":
Công lao lớn nhất thuộc về các tình nguyện viên Arkan! Mặc dù một số người cáo buộc tôi có hành động thông đồng với lực lượng bán quân sự, nhưng ở đây họ không phải là lực lượng bán quân sự! Họ là những người đàn ông tự nguyện chiến đấu vì Tổ quốc. Chúng tôi bao vây một ngôi làng, anh ta lao vào và giết bất cứ ai không chịu đầu hàng. Hãy tiến lên!

Panić đã kết hợp lực lượng bán quân sự nhuệ khí cao với các đơn vị công binh được huấn luyện để rà phá bom mìn và tiêu diệt các vị trí phòng thủ, hỗ trợ bởi thiết giáp hạng nặng và pháo binh. Lực lượng bán quân sự dẫn đầu một cuộc tấn công mới vào ngày 30 tháng 9. Cuộc tấn công thành công trong việc cắt đứt tuyến đường tiếp vận của Croatia tới Vukovar sau khi Marinci, một ngôi làng trên tuyến đường ra ngoài thành phố, bị chiếm vào ngày 1 tháng 10. Ngay sau đó, chỉ huy Lữ đoàn Croatia 204, Mile Dedaković, xuất phát với một đội hộ tống nhỏ, vượt qua phòng tuyến của Serbia để đến Vinkovci đang do Croatia nắm giữ. Phó cấp của Dedaković, Branko Borković, nhận quyền chỉ huy hệ thống phòng thủ của Vukovar. Anton Tus, chỉ huy lực lượng Croatia bên ngoài vành đai Vukovar, giao Dedaković phụ trách một chiến dịch đột phá để giải vây thành phố và mở cuộc phản công vào ngày 13 tháng 10. Khoảng 800 binh sĩ và 10 xe tăng tham gia vào cuộc tấn công, bắt đầu vào sáng sớm với sự chuẩn bị của pháo binh. Lực lượng cảnh sát đặc nhiệm tiến vào Marinci trước buổi trưa, nhưng phải rút lui vì không còn đủ sức để giữ vị trí. Xe tăng và bộ binh Croatia gặp phải sự kháng cự nặng nề từ JNA và bị chặn lại ở Nuštar do hỏa lực pháo binh. Lữ đoàn thiết giáp số 252 JNA gây tổn thất nặng nề cho lực lượng Croatia và vào khoảng 13:00 Bộ Tổng tham mưu HV đã chỉ thị dừng cuộc tấn công. Một đoàn xe nhân đạo của Hội Chữ thập đỏ đã được đưa đến Vukovar.

### Giai đoạn II, tháng 10 đến tháng 11 năm 1991

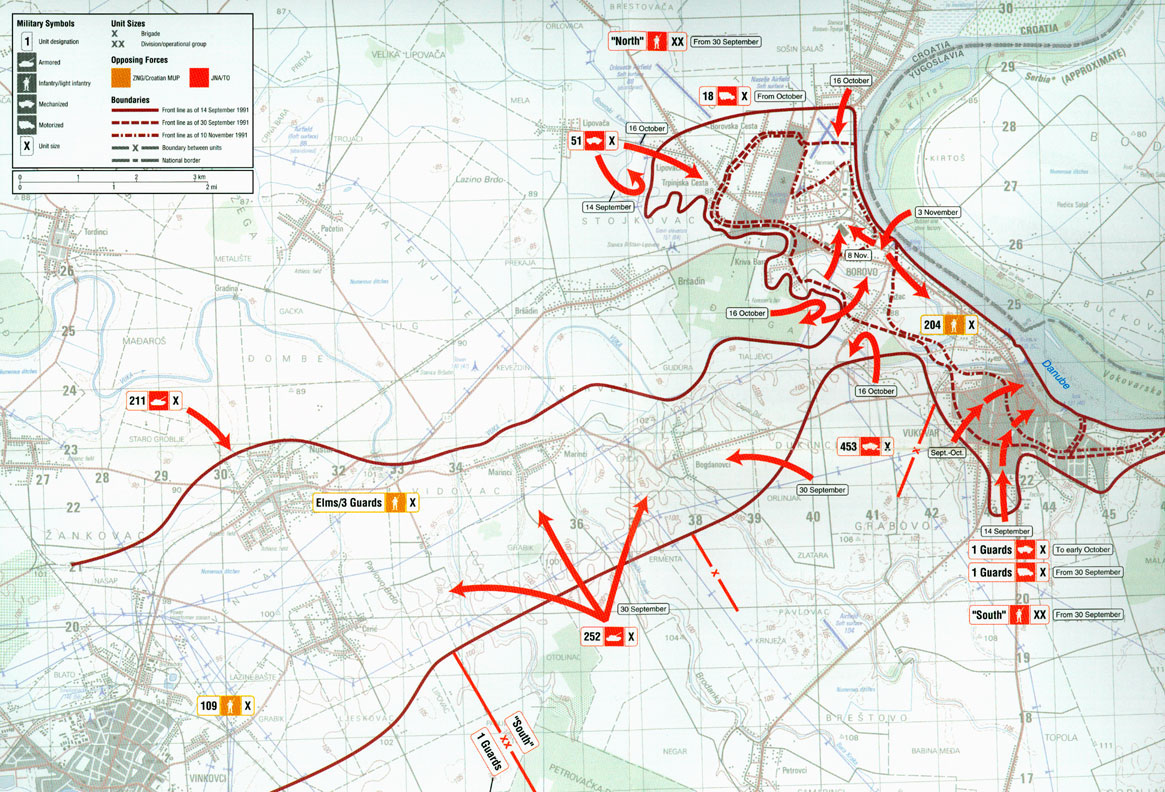
Bản đồ về giai đoạn cuối của Trận Vukovar, khi lực lượng JNA và Serb bao quanh Vukovar và vây hãm nơi đây một cách có hệ thống

Trong giai đoạn cuối của trận chiến, những cư dân còn lại của Vukovar, bao gồm vài nghìn người Serb, trú ẩn trong các căn hầm trú bom công cộng, mỗi nơi có tới 700 người. Một ủy ban xử lý khủng hoảng được thành lập, hoạt động từ một boongke hạt nhân bên dưới bệnh viện thành phố. Ủy ban nắm quyền quản lý thành phố và tổ chức cung cấp thực phẩm, nước và vật tư y tế, giữ cho số lượng dân thường trên đường phố ở mức tối thiểu và đảm bảo rằng mỗi nơi trú ẩn được canh gác cũng như có ít nhất một bác sĩ và y tá chỉ định.
Bệnh viện Vukovar phải xử lý hàng trăm ca chấn thương. Trong nửa cuối tháng 9, số người bị thương đạt 16 đến 80 người mỗi ngày, 3/4 trong số đó là dân thường. Mặc dù được đánh dấu bằng biểu tượng Chữ Thập Đỏ, bệnh viện bị trúng hơn 800 quả đạn pháo trong trận chiến. Phần lớn tòa nhà đã bị phá hủy, các nhân viên và bệnh nhân phải di dời đến các hành lang dịch vụ ngầm. Đơn vị chăm sóc đặc biệt được chuyển vào hầm trú bom hạt nhân của tòa nhà. Ngày 4 tháng 10, Không quân Nam Tư tấn công bệnh viện, phá hủy tòa nhà điều hành. Một quả bom rơi xuyên qua nhiều tầng, tịt ngòi và rơi trúng chân một người đàn ông đang chấn thương, nhưng không làm anh ta nặng thêm.
Các lực lượng Croatia dùng một số máy bay phản lực Antonov An-2 để tiếp tế cho Vukovar. Bên cạnh đó, các máy bay cũng thả bom tự chế bằng can đựng nhiên liệu và lò hơi chứa đầy thuốc nổ và kim loại. Các phi hành đoàn sử dụng GPS để xác định vị trí mục tiêu, sau đó đẩy bom qua cửa hông máy bay.
Cộng đồng châu Âu cố gắng cung cấp viện trợ nhân đạo cho 12.000 dân thường bị mắc kẹt trong vòng vây, nhưng chỉ có một đoàn xe cứu trợ vượt qua được. Vào ngày 12 tháng 10, người Croat đình chỉ các hành động quân sự để cho phép đoàn xe đi qua, nhưng JNA đã sử dụng lợi dụng điều này để đạt được thêm các lợi ích quân sự. Khi đoàn xe khởi hành, JNA trì hoãn hai ngày và sử dụng thời gian này để đặt mìn, đưa quân tiếp viện và củng cố quyền kiểm soát trên tuyến đường ra khỏi Vukovar. Khi đến nơi, đoàn xe chuyển vật tư y tế đến bệnh viện Vukovar và sơ tán 114 thường dân bị thương.
Vào ngày 16 tháng 10, JNA tiến hành một cuộc tấn công lớn vào Borovo Naselje, đạt được một số bước tiến, nhưng rồi lại rơi vào bế tắc khi đối mặt với sự kháng cự quyết tâm của Croatia. Vào ngày 30 tháng 10, JNA phát động một cuộc tấn công phối hợp tổng lực, đi đầu là lực lượng bán quân sự, theo sau là lực lượng bộ binh và công binh một cách có hệ thống vượt qua phòng tuyến của Croatia. Lực lượng của JNA, được chia thành các khu vực hoạt động phía bắc và phía nam, tấn công đồng thời vào nhiều điểm và đẩy lùi quân Croatia. JNA cũng áp dụng các chiến thuật mới, chẳng hạn như bắn trực tiếp vào các ngôi nhà và sau đó điều khiển xe tăng qua đó, sử dụng hơi cay và bom khói để tiêu diệt những người bên trong. Các tòa nhà cũng bị đánh chiếm bằng cách sử dụng súng chống tăng và phòng không.
Vào ngày 2 tháng 11, JNA tiến đến vùng ngoại ô chiến lược Lužac, nằm giữa Borovo Naselje và Vukovar, cắt đứt một trong hai con đường nối trung tâm thành phố với vùng ngoại ô phía bắc. Trong khi đó, ZNG (đã được đổi tên thành Quân đội Croatia) cố gắng chiếm lại làng Marinci và Cerić để mở lại tuyến đường tiếp tế tới Vukovar, tấn công dồn dập các tuyến đường JNA đi tới Vukovar và tiến hành một cuộc tấn công bằng xe tăng vào các tuyến của JNA. Vào ngày 4 tháng 11, Mladen Bratić của JNA đã thiệt mạng khi xe tăng của ông bị trúng đạn pháo. Lợi thế về pháo và tên lửa giúp JNA ngăn chặn bước tiến và gây thương vong nặng nề cho Croatia.

#### Vukovar sụp đổ

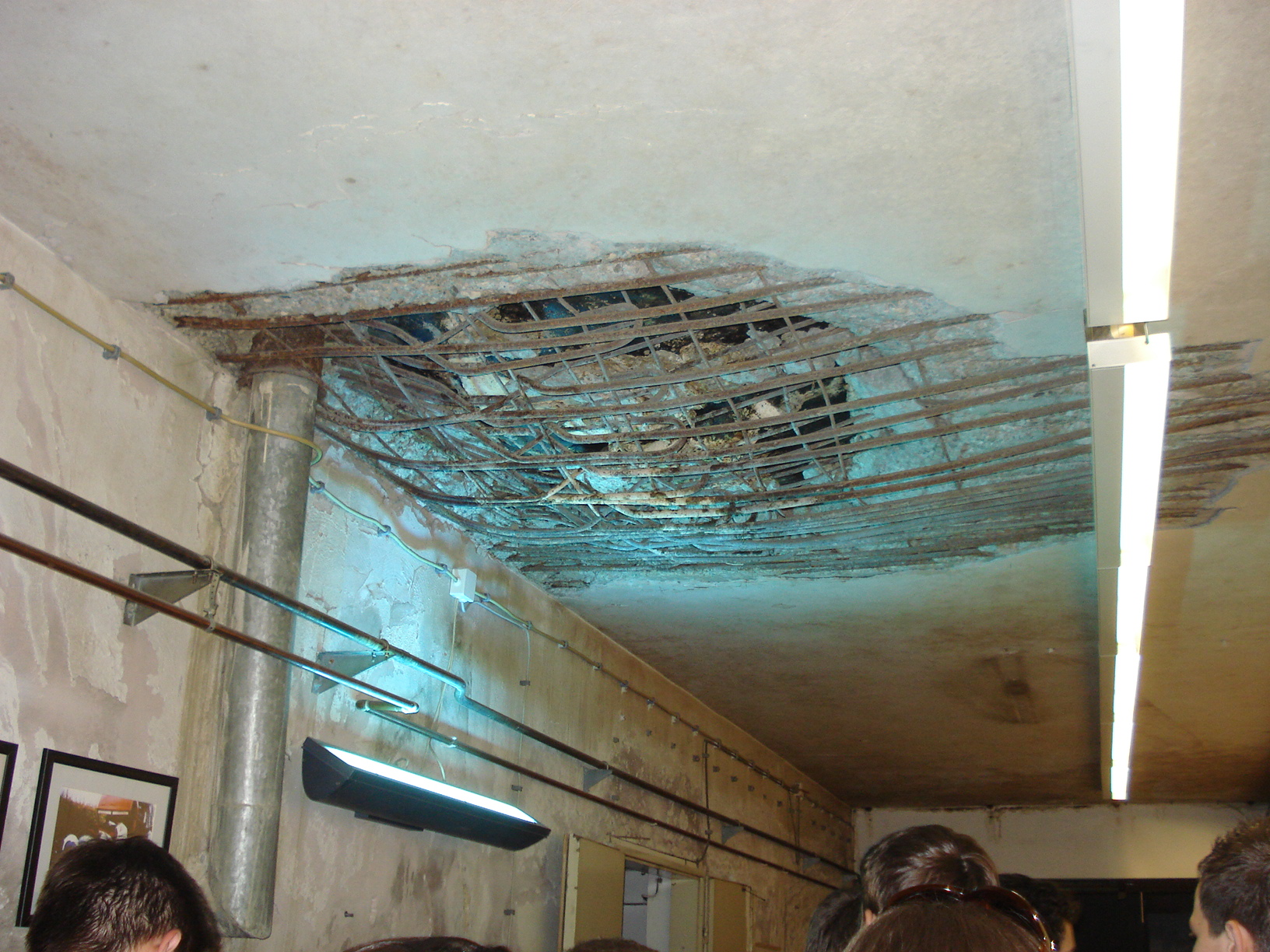
Thiệt hại gây ra cho bệnh viện Vukovar bởi một máy bay phản lực của Không quân Nam Tư vào ngày 4 tháng 10 năm 1991

JNA tiến hành một cuộc tấn công đổ bộ qua sông Danube ở phía bắc Lužac vào ngày 3 tháng 11 để hội quân với "Những chú hổ" Arkan. Cuộc tấn công này đã chia đôi vành đai phòng thủ của Croatia, chia cắt nhóm quân chính ở trung tâm với một nhóm nhỏ hơn ở Borovo Naselje. Nhóm tác chiến phía Nam JNA bắt đầu tấn công trung tâm thành phố, chia cắt nhóm lính Croatia còn lại. Vào ngày 5 tháng 11, các lực lượng Croatia pháo kích vào 1 thị trấn người Serb, Šid, giết chết 3 thường dân và làm bị thương nhiều người người khác. JNA và lực lượng bán quân sự chiếm được một đỉnh đồi quan trọng, Milova Brda, vào ngày 9 tháng 11, cho họ có một cái nhìn toàn cảnh về thành phố. Cuộc tấn công được dẫn đầu bởi lực lượng bán quân sự, với JNA và máy bay chiến đấu TO đóng vai trò hỗ trợ, đặc biệt là trong các hoạt động rà phá bom mìn và hỗ trợ pháo binh tầm gần. Làng Bogdanovci do Croatia nắm giữ, nằm ngay phía tây Vukovar, thất thủ vào ngày 10 tháng 11. Tới 87 dân thường thiệt mạng sau khi bị bắt.
Vào ngày 13 tháng 11, JNA cắt đứt liên kết cuối cùng giữa Borovo Naselje và Vukovar. Lực lượng Croatia bên ngoài vành đai Vukovar cố gắng phá vỡ vòng vây bằng cách tấn công từ Nuštar, nhưng bị JNA đẩy lùi một lần nữa. Lúc này, người Croat đã cạn kiệt đạn dược và kiệt sức vì chiến đấu suốt ngày đêm mà không có bất kỳ triển vọng nào. Lực lượng người Croat bị giảm còn ba nhóm riêng biệt. Không thể tránh khỏi thất bại, hàng trăm binh lính và dân thường người Croat cố gắng đột phá ra ngoài trong nhiều ngày, khi JNA tiến hành cuộc tấn công cuối cùng. Phần lớn người ở Borovo Naselje đã không thể làm như vậy và thiệt mạng.
Vào ngày 18 tháng 11, những người lính Croatia cuối cùng ở trung tâm Vukovar đầu hàng. Đến ngày 18 tháng 11, nhiều cư dân Vukovar sống trong điều kiện tồi tàn và gần như chết đói. Một phụ nữ nói với Đặc phái viên Liên Hợp Quốc Cyrus Vance rằng hai tháng trước đó cô đã ở trong hầm trú bom cùng với 5 đứa con của mình mà không có nhà vệ sinh hay nước giặt. Họ sống bằng hai lát bánh mì và một miếng patê mỗi ngày. Một người lính Croatia mô tả điều kiện vào giai đoạn đỉnh điểm giao tranh:
Đến đầu tháng 10, không còn thuốc lá. Mọi người đang hút lá nho hoặc trà. Không còn men nở làm bánh mì. Con trai tôi đang phải ăn đồ hộp cùng với tôi và vợ tôi, vậy mà lượng thức ăn đóng hộp cũng sắp hết. Các cuộc pháo kích kéo dài 24 giờ một ngày, và khi ngừng bắn còn tồi tệ hơn. Khi mọi người ra khỏi hầm trú ẩn đến giếng nước trong thời gian ngừng bắn, những tay súng bắn tỉa đã bắn họ. Không thể giữ trẻ em ở trong trong hai tháng, và khi chúng chạy ra ngoài, khi có ánh nắng mặt trời vào buổi sáng, các tay súng cũng bắn vào chúng.

Khi trận chiến kết thúc, mức tàn phá khiến nhiều người không rời khỏi nơi trú ẩn trong nhiều tuần bị sốc. Siniša Glavašević, phóng viên Đài phát thanh Croatia và là người gốc Vukovar, ở lại thành phố trong suốt trận chiến, mô tả cảnh những người sống sót đi ra khỏi hầm:
Khunh cảnh Vukovar vào giờ thứ 22 của ngày thứ 87 [của cuộc bao vây] sẽ ở lại mãi mãi trong ký ức của những người chứng kiến. Cảnh tượng hoang tàn là vô tận, mùi khét, dưới chân là tàn tích của mái ngói cũ, vật liệu xây dựng, kính, đống đổ nát, và một sự im lặng đến rợn người... Chúng tôi hy vọng rằng nỗi thống khổ của Vukovar đã qua.

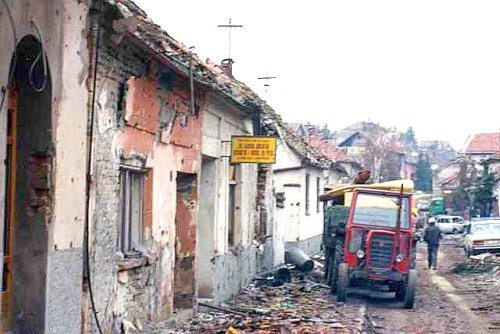
Vukovar mười ngày sau khi Croatia đầu hàng; một con phố nằm trong đống đổ nát.

Mặc dù chiến sự đã kết thúc ở trung tâm Vukovar vào ngày 18 tháng 11, các cuộc giao tranh lẻ tẻ vẫn tiếp diễn trong vài ngày ở những nơi khác trong thành phố. Một số binh sĩ Croatia tiếp tục kháng cự cho đến ngày 20 tháng 11 và một số khác trốn thoát khỏi Borovo Naselje vào cuối ngày 23 tháng 11. Một số nhà báo nước ngoài và nhà theo dõi quốc tế đã vào Vukovar ngay sau khi Croatia đầu hàng và ghi lại những gì họ nhìn thấy. Blaine Harden của tờ The Washington Post đã viết:
Dường như không một mái nhà, cánh cửa hay bức tường nào trong toàn bộ Vukovar không có những hố lởm chởm hoặc những lỗ hổng do mảnh bom, đạn, bom hoặc đạn pháo để lại - tất cả đều xảy ra do trong nỗ lực kéo dài ba tháng của quân nổi dậy người Serb và Quân đội Nam Tư do người Serb lãnh đạo giành giật thành phố từ lực lượng phòng thủ Croatia. Không một tòa nhà nào có thể ở được, hoặc thậm chí có thể sửa chữa được. Gần như mọi cây cối đều bị hỏa lực chặt thành từng mảnh nhỏ.

Chuck Sudetic của The New York Times đưa tin:
Chỉ có những người lính người Serb, những con chó đi lạc và một vài nhà báo đi bộ trên những con đường đầy khói, toàn gạch vụn giữa đống đổ nát của các tòa nhà chung cư, cửa hàng và khách sạn ở trung tâm Vukovar. Không một trong những tòa nhà chúng tôi khảo sát trong ngày hôm nay là có thể ở được. Trong một công viên, lửa đạn đã xén những tán cây dày làm đôi giống như những ngọn cỏ bị cắt bởi một chiếc máy cắt. Bên kia đường, mái vòm của một nhà thờ Cơ đốc chính thống đã đổ xuống thánh đường. Vũ khí tự động bắn ra vài phút một lần khi những người lính Serbia rình mò, một số trong số đó say rượu, nhắm vào mìn đất, chim bồ câu và cửa sổ còn sót lại sau cuộc giao tranh.

Laura Silber và Allan Little của BBC mô tả "xác người và động vật vứt bừa bãi trên đường phố. Những bộ khung khủng khiếp của các tòa nhà vẫn đang cháy, chỉ chưa đầy một inch vuông là không bị thiệt hại. Các lính tình nguyện người Serb, với đôi mắt hoang dã, chạy ầm ầm trên đường phố, túi đầy đồ đạc cướp phá." JNA ăn mừng chiến thắng, như Marc Champion The Independent mô tả:
Các thượng tá chỉ huy "Chiến dịch Vukovar" đã chiêu đãi hơn 100 nhà báo bên trong đống đổ nát của Khách sạn Dunav tại một lễ kỷ niệm chiến thắng của gã thợ làm mũ khùng. Họ phát những tấm bưu thiếp ảnh của Vukovar trước đây làm kỷ vật và phục vụ đồ uống trên khăn trải bàn hồ bột trắng, khi gió và mưa thổi qua cửa sổ vỡ... Bên trong khách sạn Dunav là một thế giới Alice ở xứ sở thần tiên, nơi Thượng tá [Miodrag] Gvero thông báo rằng các lỗ hổng trên các bức tường là do lực lượng Croatia gây ra. Họ đã đặt những que thuốc nổ vào nền gạch để làm cho đội quân trông xấu đi, ông nói.

## Thương vong
Khoảng 3.000 người đã thiệt mạng trong trận chiến. Croatia bị thương vong nặng nề về quân sự và dân sự. Ban đầu, phía Croatia báo cáo có 1.798 người thiệt mạng trong cuộc bao vây, cả binh lính và dân thường. Tướng Croatia Anton Tus sau đó tuyên bố rằng khoảng 1.100 binh sĩ Croatia đã thiệt mạng, và 2.600 binh lính và dân thường được liệt kê là mất tích. Theo Tus, 1.000 binh sĩ Croatia khác thiệt mạng khi tiếp cận Vinkovci và Osijek. Ông lưu ý rằng cuộc giao tranh diễn ra dữ dội đến mức tổn thất ở miền đông Slavonia từ tháng 9 đến tháng 11 năm 1991 chiếm một nửa tổng số thương vong trong chiến tranh của Croatia từ năm đó. Theo số liệu do Bộ Quốc phòng Croatia công bố năm 2006, 879 binh sĩ Croatia thiệt mạng và 770 người bị thương ở Vukovar. Cơ quan Tình báo Trung ương Hoa Kỳ (CIA) ước tính thương vong của Croatia vào khoảng 4.000–5.000 người chết trên toàn miền đông Slavonia. Lữ đoàn 204 Vukovar đã hy sinh hơn 60% trong trận chiến. CIA báo cáo rằng 1.131 thường dân thiệt mạng trong suốt cuộc giao tranh. Trong số những người thiệt mạng có 86 trẻ em. Theo các quan chức Croatia, ở miền đông Slavonia, 2.000 người Croatia đã thiệt mạng, 800 người mất tích, 3.000 người bị bắt làm tù binh và 42.852 người tị nạn vào cuối năm 1991.
Mặc dù thiệt hại của JNA là vô cùng to lớn, nhưng con số chính xác vẫn chưa rõ ràng vì thiếu dữ liệu chính thức. JNA chính thức công bố 1.279 người đã thiệt mạng trong toàn bộ cuộc chiến ở Croatia. Norman Cigar cho rằng con số thực tế có thể lớn hơn đáng kể vì thương vong được báo dưới thực tế trong chiến tranh. Theo Tus, riêng quân đoàn Novi Sad của JNA đã mất 1.300 binh sĩ trong chiến dịch ở miền đông Slavonia, từ điều này, ông ước tính rằng khoảng 6.000 đến 8.000 binh lính và tình nguyện viên đã chết ở miền đông Slavonia, với tổn thất 600 xe bọc thép và vũ khí hạng nặng, cũng như hơn 20 máy bay.
Các nguồn tin Serbia không đồng ý với đánh giá này. Milisav Sekulić nói rằng trận chiến dẫn đến cái chết của 1.180 binh sĩ JNA và TO. Andrija Biorčević, cựu tư lệnh quân đoàn Novi Sad, nhận xét rằng "[không] hơn 1.500 người bị giết bên phía chúng tôi."  Điều này đã được lặp lại bởi Života Panić, người có chung một con số tương tự. Năm 1997, nhà báo Miroslav Lazanski, người có quan hệ mật thiết với quân đội Serbia, đã viết trên tờ Večernje novosti rằng về phía JNA, TO và các đơn vị tình nguyện, chính xác 1.103 người đã thiệt mạng. Ông cũng trích dẫn thiệt hại 110 xe bọc thép và hai máy bay chiến đấu bị bắn rơi, cộng với một chiếc khác bị phá hủy do lỗi kỹ thuật. Vào thời điểm đó, đánh giá của Lazanski đã được chứng thực bởi ba vị tướng JNA nghỉ hưu. Theo các nguồn tin người Serb ở Croatia, 350 người Serb ở Vukovar đã thiệt mạng trong trận chiến, trong đó có 203 TO và 147 dân thường.

## Tội ác chiến tranh
Ngay sau trận chiến, nhiều binh lính và dân thường Croatia bị hành quyết khi bị bắt. Các nhà báo tại hiện trường đã chứng kiến một sự vụ như vậy trên tuyến phố chính của Vukovar. Họ cũng cho biết đã nhìn thấy đường phố rải rác các thi thể trong trang phục dân sự. Các phóng viên đài truyền hình BBC ghi lại cảnh lính bán quân sự người Serb hô vang: "Slobodane, Slobodane, šalji nam salate, biće mesa, biće mesa, klaćemo Hrvate!" ("Slobodan [Milošević], Slobodan, hãy gửi cho chúng tôi ít salad, [vì] sẽ có thịt, sẽ có thịt, chúng tôi sẽ giết mổ người Croat"). Sau đó, một nhà báo người Serb tham gia vào lực lượng dự bị của JNA ở Vukovar đã đưa tin:
Sau khi Vukovar thất thủ, người dân xếp hàng dài đi bộ đến khu vực giam giữ. Trong lúc họ đi, lính bán quân sự địa phương người Serb ngẫu nhiên kéo người ra khỏi hàng, tuyên bố rằng họ phải bị hành quyết vì là "tội phạm chiến tranh". Hầu hết những người này là người Croat trải qua thời gian giao tranh trong các hầm trú ẩn, đặc biệt là trong bệnh viện Vukovar. Việc chọn ai bị hành quyết cũng được thực hiện khi những người này đang rời khỏi nơi trú ẩn. Họ bị kéo ra khỏi hàng dưới sự giám sát, và với sự cho phép rõ ràng, của Thiếu tá Veselin Šljivančanin, sĩ quan JNA phụ trách an ninh sau khi Vukovar thất thủ.

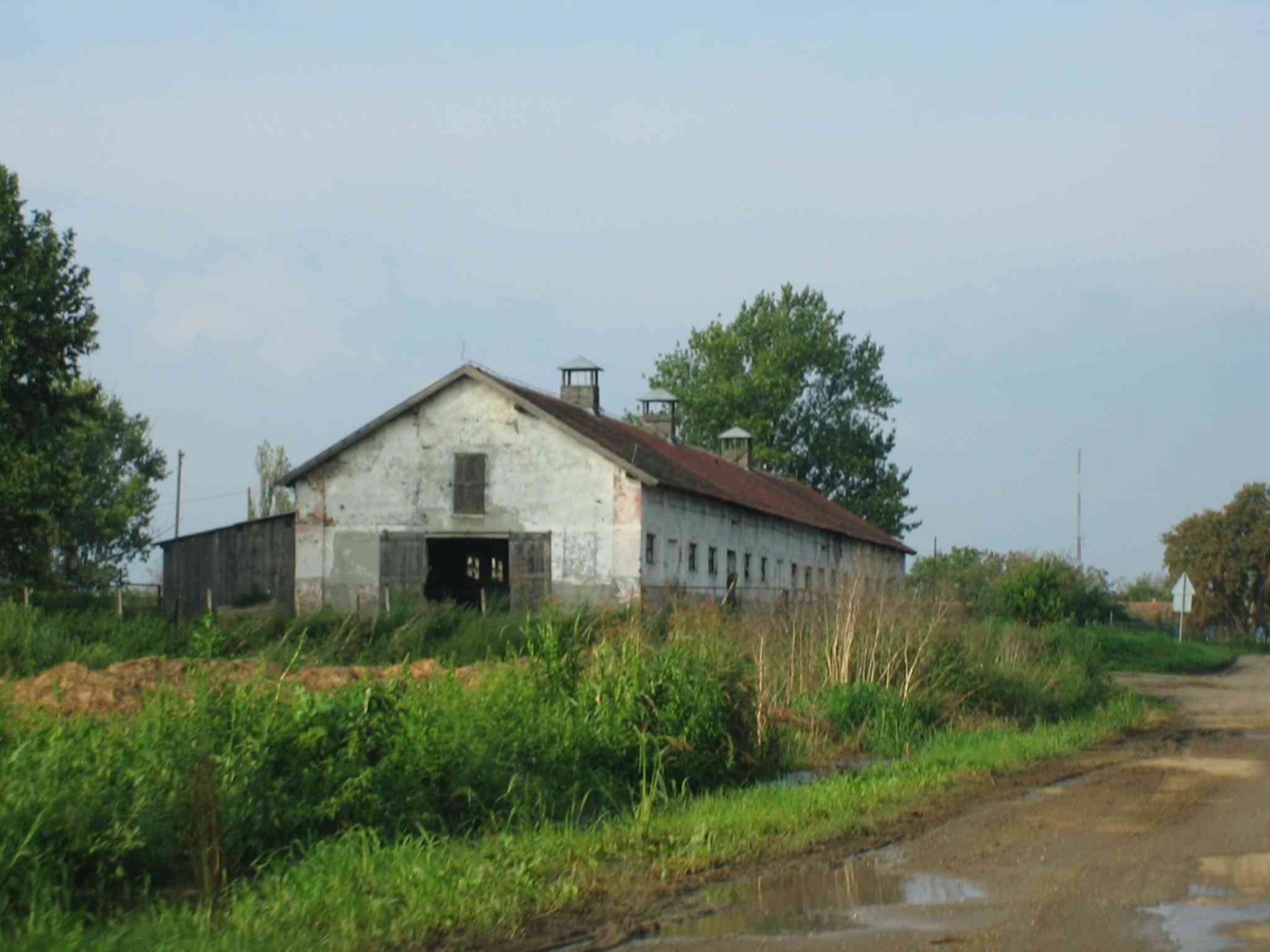
Trang trại lợn ở Ovčara nơi có khoảng 260 người bị thảm sát sau trận chiến

Khoảng 400 người từ bệnh viện Vukovar - những bệnh nhân, nhân viên y tế, các nhân vật chính trị địa phương và những người khác đã lánh nạn ở đó mà không phải người Serb - bị JNA bắt. Mặc dù một số sau đó đã được thả, khoảng 200 người được đưa đến trại Ovčara gần đó và bị hành quyết trong vụ thảm sát Vukovar. Ít nhất 50 người khác đã được đưa đi nơi khác và không bao giờ được nhìn thấy nữa. Hàng nghìn người khác được chuyển đến các trại tù do lực lượng nổi dậy kiểm soát ở Serbia và Croatia. Sau đó là những vụ giết người hàng loạt. Tại Dalj, phía bắc Vukovar, nơi có nhiều cư dân trước đây bị thảm sát, nhiều tù nhân từ Vukovar phải chịu những cuộc thẩm vấn, đánh đập và tra tấn khắc nghiệt, và ít nhất 35 người thiệt mạng. JNA giam giữ 2.000 người tại cơ sở công nghiệp Velepromet ở Vukovar, 800 trong số đó bị JNA phân loại là tù nhân chiến tranh. Nhiều người bị thẩm vấn dã man, một số bị các thành viên TO và lực lượng bán quân sự giết chết tại chỗ, trong khi một số khác bị đưa đến Ovčara, nơi họ cũng thiệt mạng trong một vụ thảm sát. Các tù nhân còn lại được chuyển đến một trại tù do JNA điều hành ở Sremska Mitrovica. Khi đến nơi, họ bị lột trần, bị đánh đập và tra khảo, và buộc phải ngủ trong nhiều tuần trên sàn gỗ trần. Hầu hết được thả vào tháng 1 năm 1992 theo một thỏa thuận do phái viên Liên Hợp Quốc Cyrus Vance làm trung gian. Những người khác bị giữ làm tù nhân cho đến giữa năm 1992. Những người Serb chiến đấu bên phía Croatia bị coi là kẻ phản bội và bị đối xử đặc biệt khắc nghiệt, chịu đựng những trận đòn dã man.
Những người bị bắt giữ không bị nghi ngờ có liên quan đến các hoạt động quân sự được sơ tán khỏi Vukovar đến các địa điểm khác ở Serbia và Croatia. Cư dân không thuộc sắc tộc Serb bị thanh lọc một cách có hệ thống, và ít nhất 20.000 cư dân của Vukovar buộc phải rời đi, trong tổng số hàng chục nghìn người bị trục xuất khỏi miền đông Slavonia. Khoảng 2.600 người mất tích do hậu quả trận chiến. Tính đến tháng 11 năm 2017, chưa rõ tung tích của hơn 440 người trong số này. Cũng có những vụ cưỡng hiếp trong chiến tranh, khiến hai người lính sau đó bị kết án.
Lực lượng người Serb đã chọn ra một số cá nhân nổi bật. Trong số đó có bác sĩ Vesna Bosanac, giám đốc bệnh viện thành phố, người được coi là nữ anh hùng ở Croatia nhưng lại bị truyền thông Serbia coi là ác quỷ. Cô và chồng bị đưa đến nhà tù Sremska Mitrovica, nơi cô bị nhốt trong phòng đơn với hơn 60 phụ nữ khác trong vài tuần. Chồng cô bị đánh đập liên tục. Sau khi có kháng cáo từ Ủy ban Chữ thập đỏ quốc tế, họ cuối cùng đã được thả trong một cuộc trao đổi tù nhân. Nhà báo Siniša Glavašević thì bị đưa đến Ovčara, bị đánh đập dã man và bị xử bắn cùng với các nạn nhân khác trong một vụ thảm sát.
Vukovar bị cướp phá một cách có hệ thống sau khi bị chiếm. Một binh sĩ JNA từng chiến đấu tại Vukovar nói với tờ báo Serbia Dnevni Telegraf rằng "lính bán quân sự Chetnik hành xử như những tên cướp chuyên nghiệp, họ biết phải tìm kiếm những gì trong những ngôi nhà mà họ cướp được." JNA cũng tham gia vào cuộc cướp bóc; một quan chức trong Bộ Quốc phòng Serbia đã nhận xét: "Hãy kể cho tôi nghe về một người lính dự bị, đặc biệt nếu anh ta là một sĩ quan, người đã dành hơn một tháng ở mặt trận và không mang về một chiếc xe tốt với mọi thứ có thể vừa vào bên trong." Hơn 8.000 tác phẩm nghệ thuật đã bị cướp phá, bao gồm cả bảo tàng thành phố, lâu đài Eltz, nơi bị ném bom và phá hủy trong cuộc vây hãm. Serbia trả lại 2.000 tác phẩm nghệ thuật bị cướp vào tháng 12 năm 2001.

### Cáo buộc và xét xử
Ba sĩ quan JNA - Mile Mrkšić, Veselin Šljivančanin và Miroslav Radić - những người bị Tòa án Hình sự Quốc tế về Nam Tư cũ (ICTY) truy tố về nhiều tội ác chống lại loài người và vi phạm luật chiến tranh, đã đầu hàng hoặc bị bắt vào năm 2002 và 2003. Ngày 27 tháng 9 năm 2007, Mrkšić bị kết án 20 năm tù về tội giết người và tra tấn, Šljivančanin bị kết án 5 năm tù về tội tra tấn và Radić được trắng án. Bản án của Šljivančanin được tăng lên 17 năm sau khi bị kháng cáo. Bản án được giảm xuống mười năm sau khi kháng cáo lần thứ hai và Šljivančanin được trả tự do sớm vào tháng 7 năm 2011. Slavko Dokmanović, thị trưởng người Serb của Vukovar, cũng bị truy tố và bắt giữ vì vai trò trong vụ thảm sát, nhưng đã tự sát vào tháng 6 năm 1998, ngay trước khi phán quyết được thông qua.
Thủ lĩnh lực lượng bán quân sự người Serb Vojislav Šešelj bị truy tố về tội ác chiến tranh, bao gồm nhiều tội giết người, trong đó có vụ thảm sát ở bệnh viện Vukovar mà lực lượng "Đại bàng Trắng" của ông ta được cho là có liên quan. Vào tháng 3 năm 2016, Šešelj được tuyên trắng án về tất cả các tội danh kháng cáo. Vào ngày 11 tháng 4 năm 2018, Phòng kháng cáo của Cơ chế theo dõi Tòa án Hình sự Quốc tế đã kết án ông về tội ác chống lại loài người tới 10 năm tù cho một bài phát biểu vào tháng 5 năm 1992, trong đó kêu gọi trục xuất người Croat khỏi Vojvodina. Ông được tha bổng về những tội ác chiến tranh và tội ác chống lại loài người mà ông được cho là vi phạm, kể cả ở Vukovar.
Bản cáo trạng Slobodan Milošević của ICTY mô tả cuộc tấn công tổng thể của JNA và Serb ở Croatia - bao gồm cả giao tranh ở đông Slavonia - như một "tổ chức tội phạm chung" để loại bỏ những người không thuộc sắc tộc Serb khỏi các khu vực sinh sống của người Serb ở Croatia. Milošević bị cáo buộc nhiều tội ác chống lại loài người, vi phạm luật chiến tranh và vi phạm các Công ước Genève về chiến tranh và hậu quả. Ông qua đời vào tháng 3 năm 2006, trước khi quá trình xét xử có thể hoàn tất. Nhà lãnh đạo người Serb ở Croatia, Goran Hadžić đã bị truy tố vì "tàn phá vô cớ nhà cửa, các công trình tôn giáo và văn hóa" và tàn phá không cần thiết trên khắp miền đông Slavonia và trục xuất dân cư không phải người Serb của Vukovar. Hadžić bị bắt vào tháng 7 năm 2011, sau bảy năm trốn chạy và không nhận 14 tội danh chiến tranh và tội ác chống lại loài người. Ông qua đời vào tháng 7 năm 2016, trước khi quá trình xét xử hoàn tất.
Vào tháng 12 năm 2005, một tòa án Serbia kết án 14 cựu quân nhân vì liên quan đến vụ thảm sát tại bệnh viện. Năm 2011, một tòa án Serbia khác truy tố hơn 40 người Croat vì các cáo buộc tội ác chiến tranh ở Vukovar. Một bản cáo trạng trước đó chống lại một binh sĩ người Croat đã bị hủy bỏ vì những bất thường trong cuộc điều tra. Croatia cũng truy tố một số người Serb vì tội ác chiến tranh ở Vukovar, bao gồm cựu tướng JNA Veljko Kadijević và Blagoje Adžić. Adžić chết vì nguyên nhân tự nhiên ở Belgrade vào tháng 3 năm 2012 và chưa từng bị xét xử. Kadijević chạy trốn khỏi Nam Tư sau cuộc lật đổ của Milošević và xin tị nạn ở Nga. Ông được nhập quốc tịch Nga vào năm 2008 và qua đời tại Moskva vào tháng 11 năm 2014. Năm 1999, Croatia kiện Nam Tư trước Tòa án Công lý Quốc tế (ICJ), cho rằng tội ác diệt chủng đã được thực hiện ở Vukovar. Sau khi Serbia và Montenegro giải thể vào năm 2006, bản án này được chuyển cho Serbia. Vào tháng 2 năm 2015, ICJ ra phán quyết rằng trận chiến và vụ thảm sát sau đó không cấu thành tội diệt chủng, nhưng khẳng định rằng JNA và quân đội Serb đã thực hiện những tội ác nghiêm trọng.

## Khía cạnh chính trị

### Tuyên truyền
Các phương tiện truyền thông Serbia và Croatia đã tiến hành một cuộc chiến tuyên truyền về diễn biến của trận chiến và lý do đằng sau. Bộ máy tuyên truyền của cả hai bên thúc đẩy tình cảm dân tộc cực đoan và bôi nhọ bên kia mà không hề khách quan hay tự phê bình. Các phương tiện truyền thông Croatia mô tả các lực lượng Serbia là "những kẻ khủng bố người Serb" và một "đội quân chiếm đóng của Cộng sản Serb" với mục tiêu phá nát giấc mơ ngàn năm về một Croatia độc lập. Tuyên truyền đạt đến cường độ cao nhất sau khi Vukovar thất thủ. Tờ Novi list tố cáo người Serb là "kẻ ăn thịt người" và "những kẻ cực đoan tàn bạo". Các phương tiện truyền thông Serbia mô tả lực lượng JNA và Serbia là "những người giải phóng" và "bảo vệ" người dân Serbia, và các lực lượng Croatia là "đám Ustashoid", "áo đen", "dân quân" và "những con quái vật say rượu và ném đá". Đã có những định kiến về chủng tộc và giới tính, bao gồm tuyên bố rằng các chiến binh Croatia "mặc váy phụ nữ để trốn khỏi thị trấn" và tuyển dụng "những người đàn ông da đen".
Tình trạng của nạn nhân cũng là mục tiêu trung tâm cho bộ máy tuyên truyền của cả hai bên, và trận chiến được sử dụng để hỗ trợ cho những tuyên bố về tội ác. Một số nạn nhân có thể hoán đổi được, nói cách khác các nạn nhân chiến tranh không rõ danh tính được giới truyền thông Croatia xác định là người Croat, trong khi được các phương tiện truyền thông Serbia nhận là người Serb. Theo tờ Republika, đài TV Novi Sad được lệnh xác định bất kỳ thi thể nào mà các phóng viên quay được là "xác người Serb". Sau trận chiến, truyền hình Beograd chiếu hình ảnh hàng trăm xác chết xếp hàng dài bên ngoài bệnh viện của Vukovar và tuyên bố rằng họ là những người Serb đã bị "thảm sát" bởi người Croat. Theo Tổ chức Theo dõi Nhân quyền, các thi thể này thuộc về những người chết vì vết thương tại bệnh viện mà nhân viên không thể chôn cất do bắn phá dữ dội và buộc phải để họ nằm ngoài trời. Truyền hình Serbia tiếp tục phát các tuyên bố về "những người Serbia bị thảm sát ở Vukovar" trong một thời gian sau khi nơi đây thất thủ.
Việc tuyên truyền lấy nạn nhân làm trung tâm như vậy đã có tác dụng thúc đẩy mạnh mẽ. Một tình nguyện viên người Serb nói rằng anh ta chưa bao giờ nhìn thấy thành phố trước chiến tranh, nhưng đã đến chiến đấu vì "người Croat có một mạng lưới hầm mộ dưới thành phố nơi họ giết và tra tấn trẻ em chỉ vì họ là người Serb." Ngay cả Reuters đã đưa tin sai rằng 41 trẻ em bị thảm sát ở Vukovar bởi binh lính người Croat. Mặc dù được đính chính một ngày sau đó, điều này đã được các phương tiện truyền thông Serbia sử dụng để biện minh cho hành động quân sự ở Croatia. Nhiều người trong số những người chiến đấu tại Vukovar tin rằng họ đang tham gia vào một cuộc đấu tranh để giải phóng nơi đây khỏi một kẻ chiếm đóng thù địch.

### Phản ứng quốc tế
Cộng đồng quốc tế đã có những nỗ lực để chấm dứt giao tranh những không thành. Cả hai bên đều vi phạm lệnh ngừng bắn, thường là trong vòng vài giờ. Những lời kêu gọi của một số thành viên Cộng đồng Châu Âu yêu cầu Liên minh Tây Âu can thiệp quân sự đã bị Chính phủ Anh Quốc phủ quyết. Thay vào đó, một Hội nghị Nam Tư được thành lập dưới sự chủ trì của Nam tước Carrington, với mục đích tìm cách chấm dứt xung đột. Liên Hợp Quốc áp đặt lệnh cấm vận vũ khí đối với tất cả các nước cộng hòa Nam Tư vào tháng 9 năm 1991 theo Nghị quyết 713 của Hội đồng Bảo an Liên Hợp Quốc, nhưng điều này không hiệu quả, một phần do JNA không có nhu cầu nhập khẩu vũ khí. Các cường quốc châu Âu từ bỏ nỗ lực nhằm giữ cho Nam Tư thống nhất và đồng ý công nhận nền độc lập của Croatia và Slovenia vào ngày 15 tháng 1 năm 1992.
Các nhà quan sát quốc tế đã cố gắng không thành ngăn chặn các vụ vi phạm nhân quyền diễn ra sau trận chiến. Chuyến thăm của đặc phái viên Liên Hợp Quốc Marrack Goulding và Cyrus Vance bị cản trở một cách có hệ thống bởi lực lượng JNA. Yêu cầu của Vance muốn đến thăm bệnh viện, nơi mà bệnh nhận bị lôi ra thảm sát, đã bị một trong những kiến trúc sư chính của vụ thảm sát, Veselin Šljivančanin từ chối. Ông cũng đã chặn các đại diện của Hội Chữ thập đỏ trong một cuộc đối đầu giận dữ được camera truyền hình ghi lại: "Đây là đất nước của tôi, chúng tôi đã chinh phục nơi đây. Đây là Nam Tư, và tôi chỉ huy ở đây!"
Không có sự hiện diện của phương tiện truyền thông quốc tế nào ở Vukovar, cũng như ở các cuộc vây hãm Dubrovnik và cuộc vây hãm Sarajevo sau đó. Tương đối ít cảnh giao tranh ở Vukovar được phát sóng cho khán giả nước ngoài. Nhà báo người Anh Misha Glenny bình luận rằng JNA, chính phủ người Serb ở Croatia và nhiều người Serb bình thường thường thù địch với giới truyền thông nước ngoài, trong khi người Croat cởi mở và thân thiện hơn.

### Phản ứng của Croatia
Các phương tiện truyền thông Croatia đưa tin chi tiết về trận chiến, liên tục phát các chương trình phát sóng về thành phố từ nhà báo Siniša Glavašević. Phần lớn các tác phẩm nghệ thuật thời chiến phổ biến tập trung vào chủ đề "VukoWAR". Chính phủ Croatia bắt đầu đàn áp các chương trình phát sóng của Glavašević khi rõ ràng rằng thất bại là không thể tránh khỏi, bất chấp các khẩu hiệu "Vukovar sẽ không gục ngã" và "Vukovar không được thất thủ." Hai trong số các tờ nhật báo chính, Večernji list và Novi list, đã không đưa tin về việc Vukovar thất thủ và, vào ngày 20 tháng 11, hai ngày sau khi thất thủ, đã lặp lại dòng chính thức rằng cuộc chiến vẫn đang tiếp tục. Tin tức về sự đầu hàng của Croatia đã bị bác bỏ như một tuyên truyền của Serbia. Nhiều người Croat đã sớm thấy các chương trình phát sóng vệ tinh của phương Tây về các binh sĩ JNA và lính bán quân người Serb tự do đi bộ qua thành phố và giam giữ cư dân trong thành. Khi không thể chối cãi được nữa, hai tờ báo cho rằng trận thua là sự thể hiện bản lĩnh và sự phản kháng của người Croat, đồng thời đổ lỗi cho cộng đồng quốc tế vì đã không can thiệp để giúp đỡ Croatia.
Chính phủ Croatia bị chỉ trích vì cách tiếp cận trận chiến. Những cựu binh phòng thủ thành phố còn sống sót và các chính trị gia cánh hữu cáo buộc chính phủ phản bội và cố tình hy sinh Vukovar để đảm bảo sự công nhận của quốc tế Croatia. Lời giải thích duy nhất mà nhiều người sẵn sàng chấp nhận là thành phố đã bị từ bỏ như một phần của kế hoạch. Các chỉ huy lực lượng Croatia ở Vukovar, Mile Dedaković và Branko Borković, đều sống sót sau trận chiến và lên tiếng công khai phản đối hành động của chính phủ. Trong một nỗ lực rõ ràng để bịt miệng họ, cả hai người đã bị cảnh sát quân sự Croatia tạm giữ. Chính phủ Croatia cũng ngăn chặn tờ Slobodni tjednik đăng bản ghi lại cuộc điện đàm từ Vukovar, trong đó Dedaković cầu xin Tuđman hỗ trợ quân sự. Những tiết lộ đã gây ra sự phẫn nộ của công chúng và củng cố nhận thức rằng lực lượng phòng thủ thành phố đã bị phản bội.
Về mặt quân sự, kết quả tại Vukovar không phải là một thảm họa đối với nỗ lực chiến tranh tổng thể của Croatia. Trận chiến đã khiến JNA kiệt quệ và không thể tiến sâu hơn. Vukovar gần như không thể bảo vệ được, gần như bị bao vây hoàn toàn bởi lãnh thổ người Serb và nằm gần Beograd hơn là Zagreb. Mặc dù thất bại gây tổn hại đến tinh thần của Croatia, nhưng trong bối cảnh chiến lược, thiệt hại và sự chậm trễ gây ra cho JNA đã bù đắp cho việc mất thành phố.
Sau trận chiến, Vukovar trở thành biểu tượng của sự kháng cự và thống khổ của người Croat. Những người sống sót, cựu binh và nhà báo đã viết rất nhiều hồi ký, bài hát và lời chứng về trận Vukovar cũng như tính biểu tượng của trận chiến, gọi đây là "hiện tượng", "niềm tự hào", "địa ngục" và "hiệp sĩ Croatia". Các nhà văn yêu cầu "nguyên tắc Vukovar", "tinh thần của Vukovar" và "đạo đức Vukovar", những phẩm chất của những người bảo vệ và người dân thành phố thể hiện. Những cựu binh được trao tặng huân chương mang tên Vukovar. Năm 1994, khi đổi tiền tệ, Croatia đưa hình ảnh Lâu đài Eltz bị phá hủy ở Vukovar và chim bồ câu Vučedol - một đồ tạo tác từ nền văn hóa Thời đại đồ đá mới được phát hiện gần Vukovar - lên trên tờ tiền mới. Hình ảnh nhấn mạnh bản chất Croatia của Vukovar, vào thời điểm đó đang nằm dưới sự kiểm soát của người Serb. Năm 1993 và 1994, có một cuộc tranh luận quốc gia về việc làm thế nào để xây dựng lại Vukovar sau khi tái nhập vào Croatia, và một số người Croat đề nghị rằng thành phố nên được bảo tồn như một di tích.
Đảng HDZ cầm quyền sử dụng văn hóa đại chúng liên quan đến Vukovar một cách rộng rãi để tuyên truyền trong những năm trước khi khu vực này tái nhập vào Croatia. Năm 1997, Tổng thống Tuđman tổ chức chuyến công du đông Slavonia, kèm theo một chiến dịch âm nhạc mang tên Sve hrvatske pobjede za Vukovar ("Chiến thắng của người Croatia vì Vukovar"). Chiến dịch được kỷ niệm bằng việc phát hành bộ âm nhạc yêu nước từ Hãng đĩa Croatia. Khi Vukovar được trao trả cho Croatia vào năm 1998, sự phục hồi của thành phố được ca ngợi là hoàn thành của một cuộc đấu tranh lâu dài cho tự do và bản sắc dân tộc Croatia. Tuđman đã ám chỉ đến những tình cảm như vậy khi có bài phát biểu tại Vukovar để đánh dấu sự tái nhập vào Croatia:
Chuyến đi đến Vukovar - biểu tượng sự đau khổ, sự phản kháng và khát vọng tự do của người Croat, mong muốn của người Croat trở lại biên giới phía đông trên sông Danube, nơi bài quốc ca Croatia vang lên - là dấu hiệu cho thấy chúng ta thực sự quyết tâm đạt được hòa bình và hòa giải.

### Phản ứng của Serbia

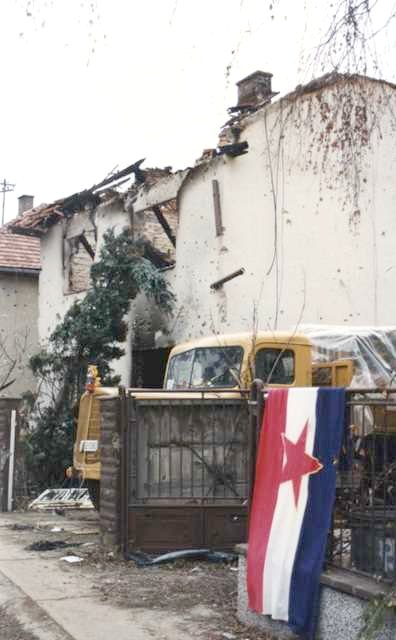
Cờ Nam Tư được treo bên ngoài các tòa nhà bị phá hủy ở Vukovar để đánh dấu chiến thắng của người Serb.

Dù trận chiến dưới danh nghĩa bảo vệ và thống nhất Serbia, các phản ứng của người Serb bị chia rẽ sâu sắc. JNA, cơ quan truyền thông Serbia do nhà nước kiểm soát và những người theo chủ nghĩa dân tộc cực đoan ở Serbia ca ngợi đây như một chiến thắng. JNA thậm chí còn dựng một khải hoàn môn ở Beograd để những người lính của họ hành quân trở về, và các sĩ quan được chúc mừng vì đã chiếm được "pháo đài Ustaša cứng rắn và ác liệt nhất". Tờ Politika ngày 20 tháng 11 đăng trên trang nhất thông báo: "Vukovar cuối cùng cũng được tự do".
Nhà địa lý người Serb Jovan Ilić đã đặt ra tầm nhìn cho tương lai của khu vực, dự đoán nơi đây sẽ được sáp nhập vào Serbia và người Croat bị trục xuất sẽ được thay thế bằng những người Serb từ những nơi khác ở Croatia. Việc vẽ lại biên giới Serbia sẽ đoàn kết tất cả người Serb lại trong một quốc gia duy nhất và sẽ giảm sự phản đối của người Croat với chủ nghĩa dân tộc Serbia, cái mà Ilić gọi là "rối loạn tâm linh dân tộc". Do đó, Ilić lập luận, "các biên giới mới chủ yếu nên là một liệu pháp điều trị các chứng rối loạn tâm thần dân tộc, chủ yếu trong cộng đồng người Croat." Các nhà văn theo chủ nghĩa dân tộc khác của Serbia thừa nhận lịch sử cho thấy đông Slavonia là nơi sinh sống của người Croat trong nhiều thế kỷ, nhưng cáo buộc hành vi cải đạo sang Công giáo, Công giáo Đông phương và Croatia hóa cũng như sự diệt chủng của nhóm người Croat trong khu vực. Hầu hết các những người theo chủ nghĩa phục hồi lãnh thổ tập trung vào sự gần gũi của khu vực với Serbia và lượng dân số Serb đáng kể ở nơi đây.
Người Serb ở Croatia cũng có cái nhìn tích cực về kết quả trận chiến. Giữa năm 1991 và 1995, trong khi Vukovar nằm dưới sự kiểm soát của Cộng hòa Serbia Krajina (RSK), sự sụp đổ của thành phố chính thức được kỷ niệm là "Ngày Giải phóng". Trận chiến được miêu tả như một cuộc đấu tranh thành công của những người Serb địa phương để bảo vệ tính mạng và tài sản của họ khỏi sự xâm lược của nhà nước Croatia. Hàng nghìn người Serb ở Vukovar, cùng với hàng xóm người Croat, trú ẩn trong các hầm tránh bom trong ba tháng, giờ đây bị bôi nhọ là podrumaši, "những người từ tầng hầm". Những dân thường người Serb thiệt mạng bị từ chối công nhận, và những người duy nhất được chôn cất trong nghĩa trang tưởng niệm người Serb tại Vukovar là những người Serb địa phương đã chiến đấu với JNA.
Ngược lại, nhiều người ở Serbia phản đối mạnh mẽ trận chiến và cuộc chiến ở Croatia nói chung, và phản đối những nỗ lực nhằm lôi kéo họ vào cuộc xung đột. Nhiều phong trào phản chiến nổ ra ở Serbia khi Nam Tư bắt đầu tan rã. Ở Beograd, các cuộc biểu tình phản chiến quy mô lớn được tổ chức. Những người biểu tình yêu cầu tổ chức một cuộc trưng cầu dân ý về việc tuyên chiến chính thức, cũng như chấm dứt việc quân dịch bắt buộc. Khi JNA cố gắng tuyển những người lính dự bị, cha mẹ và người thân đã tập trung xung quanh doanh trại để ngăn cản con cái họ tham gia vào chiến dịch. Sự phản kháng nhập ngũ đã trở nên phổ biến trên khắp Serbia, từ những hành động cá nhân cho đến những hành động tập thể của hàng trăm lính dự bị cùng một lúc. Một số chính trị gia đối lập đã lên án cuộc chiến. Desimir Tošić của Đảng Dân chủ Serbia cáo buộc Milošević "lợi dụng xung đột để bám lấy quyền lực", và Vuk Drašković, thủ lĩnh của Phong trào Duy tân Serbia, kêu gọi binh lính JNA "cầm súng và bỏ chạy". Sau khi Vukovar sụp đổ, ông lên án những gì đã được thực hiện nhân danh Nam Tư, viết trên nhật báo Borba:
Tôi không thể hoan nghênh chiến thắng Vukovar, một chiến thắng được ca tụng quá nhiều trong các tuyên truyền chiến tranh của Serbia. Tôi không thể, vì tôi sẽ không xúc phạm đến các nạn nhân, hàng nghìn người chết, cũng như nỗi đau và bất hạnh của tất cả những người còn sống sót ở Vukovar... [Vukovar] là Hiroshima của những Croatia và Serbia điên rồ... Tất cả mọi người, người Serb nhưng đặc biệt là người Croat, đã phải trải qua những ngày đau khổ và thất bại nhất.

Vào cuối tháng 12 năm 1991, chỉ hơn một tháng sau khi chiến thắng Vukovar, các cuộc thăm dò dư luận cho thấy 64% muốn kết thúc chiến tranh ngay lập tức và chỉ 27% sẵn sàng tiếp tục. Milošević và các nhà lãnh đạo cấp cao khác của Serbia quyết định không tiếp tục chiến đấu, vì cho rằng việc huy động thêm lính nghĩa vụ chiến đấu ở Croatia là không thể về mặt chính trị. Tỉ lệ lính JNA đào ngũ ngày càng gia tăng trong khi Quân đội Croatia được trang bị ngày càng tốt, khiến việc tấn công ngày càng trở nên khó khăn. Vào cuối năm 1991, giới lãnh đạo chính trị và quân sự Serbia kết luận rằng việc tiếp tục chiến tranh sẽ là phản tác dụng. Xung đột âm ỉ ở Bosnia cũng yêu cầu sử dụng nguồn lực ở Croatia trong tương lai.
Mặc dù Vukovar được miêu tả như một chiến thắng, trận chiến đã ảnh hưởng sâu sắc đến đặc trưng và sự lãnh đạo của JNA. Các nhà lãnh đạo quân đội nhận ra rằng họ đánh giá quá cao khả năng theo đuổi các hoạt động tấn công mục tiêu đô thị được phòng thủ nghiêm ngặt, chẳng hạn như điểm chiến lược Gospić ở miền trung Croatia, nơi được JNA đánh giá là có khả năng trở thành "Vukovar thứ hai". Quá trình Serbia hóa của quân đội cũng được đẩy nhanh, và vào cuối năm 1991, ước tính có 90% là người Serb. Bản sắc Nam Tư, thân cộng sản trước đây của JNA đã bị loại bỏ, và các sĩ quan mới giờ đây được khuyên "yêu đơn vị, quân đội và quê hương của họ, trên hết. - Serbia và Montenegro”. Sự thất bại của JNA cho phép chính phủ Serbia thắt chặt quyền kiểm soát quân đội, lực lượng lãnh đạo JNA bị thanh trừng và thay thế bằng những người theo chủ nghĩa dân tộc ủng hộ Milošević. Sau trận chiến, Veljko Kadijević, chỉ huy của JNA, bị buộc phải nghỉ hưu vì "lý do sức khỏe", và vào đầu năm 1992, 38 tướng khác và các sĩ quan khác bị buộc phải nghỉ hưu, trong đó một số bị đưa ra xét xử vì tội bất tài và phản quốc.
Nhiều binh sĩ JNA tham gia trận chiến đã nổi dậy vì những gì họ thấy và họ phản ứng với cấp trên về hành vi của lực lượng bán quân sự. Milorad Vučić sau đó nhận xét rằng "họ chỉ đơn giản là không muốn chết vì những điều như vậy". Những hành động tàn bạo mà họ chứng kiến đã khiến một số người phải trải qua cảm giác tổn thương và tội lỗi. Một cựu binh JNA nói với một nhà báo từ tờ Asharq Al-Awsat:
'Tôi đã ở trong quân đội và tôi đã làm nhiệm vụ của mình. Vukovar là một cuộc tàn sát hơn là một trận chiến. Nhiều phụ nữ và trẻ em bị giết. Rất nhiều.' Tôi hỏi anh ta: 'Anh có tham gia vào vụ giết người không?' Anh ấy trả lời: 'Tôi đã đào ngũ.' Tôi hỏi anh ta: 'Nhưng anh đã giết ai chưa?' Anh ta trả lời: 'Tôi đã đào ngũ sau đó... Việc tàn sát Vukovar tiếp tục ám ảnh tôi. Mỗi đêm, tôi đều tưởng tượng rằng chiến tranh ập đến nhà tôi và những đứa con của tôi đang bị tàn sát.'

### Phản ứng từ các nước thành viên Nam Tư khác
Tại Bosnia và Herzegovina, tổng thống Alija Izetbegović đưa ra lời kêu gọi trên truyền hình khuyên các công dân từ chối nhập ngũ với lý do "đây không phải là cuộc chiến của chúng ta". Ông gọi đó là "quyền và nghĩa vụ" của họ để chống lại những "hành động xấu xa" đang được thực hiện ở Croatia và nói: "Hãy để những ai muốn nó làm. Chúng ta không muốn cuộc chiến này". Khi quân đội JNA di chuyển qua Višegrad thuộc đông bắc Bosnia, người Croat và người Hồi giáo Bosnia tại địa phương đã thiết lập các rào chắn và các chốt súng máy. Họ chặn đứng 60 xe tăng JNA nhưng đã bị giải tán vào ngày hôm sau. Hơn 1.000 người phải chạy khỏi khu vực này. Hành động này, gần bảy tháng trước khi bắt đầu Chiến tranh Bosnia, đã gây ra thương vong đầu tiên trong Chiến tranh Nam Tư ở Bosnia.
Quốc hội Macedonia thông qua tuyên bố độc lập khỏi Nam Tư vào tháng 1 năm 1991, nhưng không có hiệu lực cho đến khi một cuộc trưng cầu dân ý vào tháng 9 năm 1991. Một nhóm các sĩ quan JNA Macedonia đã bí mật tìm cách ngăn cản việc đưa các binh sĩ từ Macedonia đến Croatia, và các đoàn xe chở cha mẹ của các binh sĩ, được tài trợ bởi chính phủ Macedonia, đã đến Montenegro tìm con cái của họ và đưa về nhà. Trong khi đó, người Macedonia tiếp tục bị gọi nhập ngũ vào JNA và phục vụ trong cuộc chiến ở Croatia. Chỉ huy lực lượng JNA trong giai đoạn đầu của trận chiến, Aleksandar Spirkovski, là một người Macedonia. Vấn đề dân tộc của ông có lẽ là một yếu tố quan trọng khiến ông ibj thay thế bằng Života Panić, một người Serb. Năm 2005, Tổng tham mưu trưởng quân đội Macedonia, Miroslav Stojanovski, trở thành tâm điểm của tranh cãi quốc tế sau khi bị cáo buộc rằng ông có liên quan đến các tội ác chiến tranh có thể xảy ra sau trận chiến.

## Thời kỳ chiếm đóng, phục hồi và tái thiết
Vukovar chịu thiệt hại thảm khốc trong trận chiến. Các quan chức Croatia ước tính rằng 90% nhà cửa đã bị hư hại hoặc phá hủy, chiếm tổng cộng 15.000 đơn vị nhà ở. Các nhà chức trách ước tính chi phí tái thiết là 2,5 tỷ đô la Mỹ. Thành phố hầu như không hồi phúc chút nào trong bảy năm nằm dưới sự kiểm soát của người Serb. Marcus Tanner của tờ The Independent mô tả Vukovar sau trận chiến là:
một khung cảnh im lặng, ma quái, gồm hàng dặm đường gạch, ô tô rỉ sét, mái nhà xập xệ, cột điện báo và dầm gỗ như thò ra từ đống đổ nát. Gió rít qua những nhà kho hoang vắng ven sông. Vào mùa xuân tới, cỏ và cây non sẽ lại mọc lên và những con chim làm tổ trong trên đống đổ nát này, và hy vọng tái thiết lại sẽ kết thúc.

Khi Michael Ignatieff đến thăm Vukovar vào năm 1992, ông thấy những người dân sống trong nghèo khổ:
Cái gọi là luật pháp và trật tự được quản lý bởi các lãnh chúa. Có ít xăng nên... mọi người đi bộ. Những phụ nữ nông dân già kiếm nhiên liệu trong rừng, vì không có dầu sưởi. Thực phẩm khan hiếm, vì những người đàn ông quá bận rộn chiến đấu bảo vệ đồng ruộng. Trong đống hoang tàn trước những căn hộ cao tầng bị ném bom, những người sống sót dùng cuốc đào bới đất. Tất cả đều trang bị vũ khí.

Dân số Vukovar tăng lên khoảng 20.000 người khi những người Serb tị nạn từ các vùng khác của Croatia và Bosnia được chính quyền RSK di dời tới đây. Ban đầu họ sống trong tình cảnh không nước không điện, trong những tòa nhà hư hỏng được vá tạm bằng những tấm nhựa và ván gỗ. Người dân nhặt nhạnh đống đổ nát để tìm những mảnh kính có thể dính lại với nhau để làm cửa sổ. Nguồn thu nhập chính là trục lợi chiến tranh và buôn lậu, mặc dù một số có thể tìm được việc làm trong ngành công nghiệp dầu mỏ đang hồi sinh ở miền đông Slavonia. Việc tái thiết đã bị trì hoãn nhiều do các lệnh trừng phạt kinh tế và thiếu viện trợ quốc tế.
Sau khi Thỏa thuận Erdut được ký kết vào năm 1995, Chính quyền chuyển tiếp của Liên Hợp Quốc ở Đông Slavonia, Baranja và Tây Sirmium (UNTAES) đã được thành lập, tạo điều kiện cho người tị nạn hồi hương và chuẩn bị tái nhập vào Croatia. Lực lượng gìn giữ hòa bình của LHQ đã đảm bảo an ninh trật tự trong giai đoạn chuyển tiếp từ năm 1996 đến năm 1998. Chỉ đến năm 1999, người Croat mới bắt đầu quay trở lại Vukovar với số lượng đáng kể, và nhiều cư dân trước chiến tranh đã không bao giờ quay trở lại. Đến tháng 3 năm 2001, người ta được ghi nhận là có 31.670 cư dân ở Vukovar - ít hơn một nửa so với trước chiến tranh - trong đó 18.199 (57,46%) là người Croat và 10.412 (32,88%) là người Serb. Cộng đồng đa sắc tộc nơi đây đã không thể phục hồi trở lại: người Croat và người Serb giờ đây sống những đời sống xã hội riêng biệt. Các công trình công cộng như cửa hàng, quán cà phê, nhà hàng, câu lạc bộ thể thao, trường học, các tổ chức phi chính phủ và đài phát thanh được tái thiết lập trên các ranh giới riêng biệt, với các tiện ích riêng biệt cho từng cộng đồng.
Mặc dù chính phủ Croatia đã tài trợ cho các nỗ lực tái thiết trong và xung quanh Vukovar, trung tâm thành phố có đông dân cư người Serb vẫn là hoang tàn cho đến năm 2003. Người Croat và Serb đều tin rằng chính phủ đã cố tình bỏ qua việc này để trừng phạt cộng đồng người Serb. Tổ chức Theo dõi Nhân quyền lưu ý rằng, trong số 4.000 ngôi nhà đã được xây dựng lại, không có ngôi nhà nào là nơi ở của người Serb. Tỷ lệ thất nghiệp cao do các ngành công nghiệp chính bị phá hủy, và nhiều người dân không thể bán nhà của họ. Hầu hết các ngôi nhà và các di tích đã được khôi phục vào năm 2011.

## Kỷ niệm và tưởng niệm

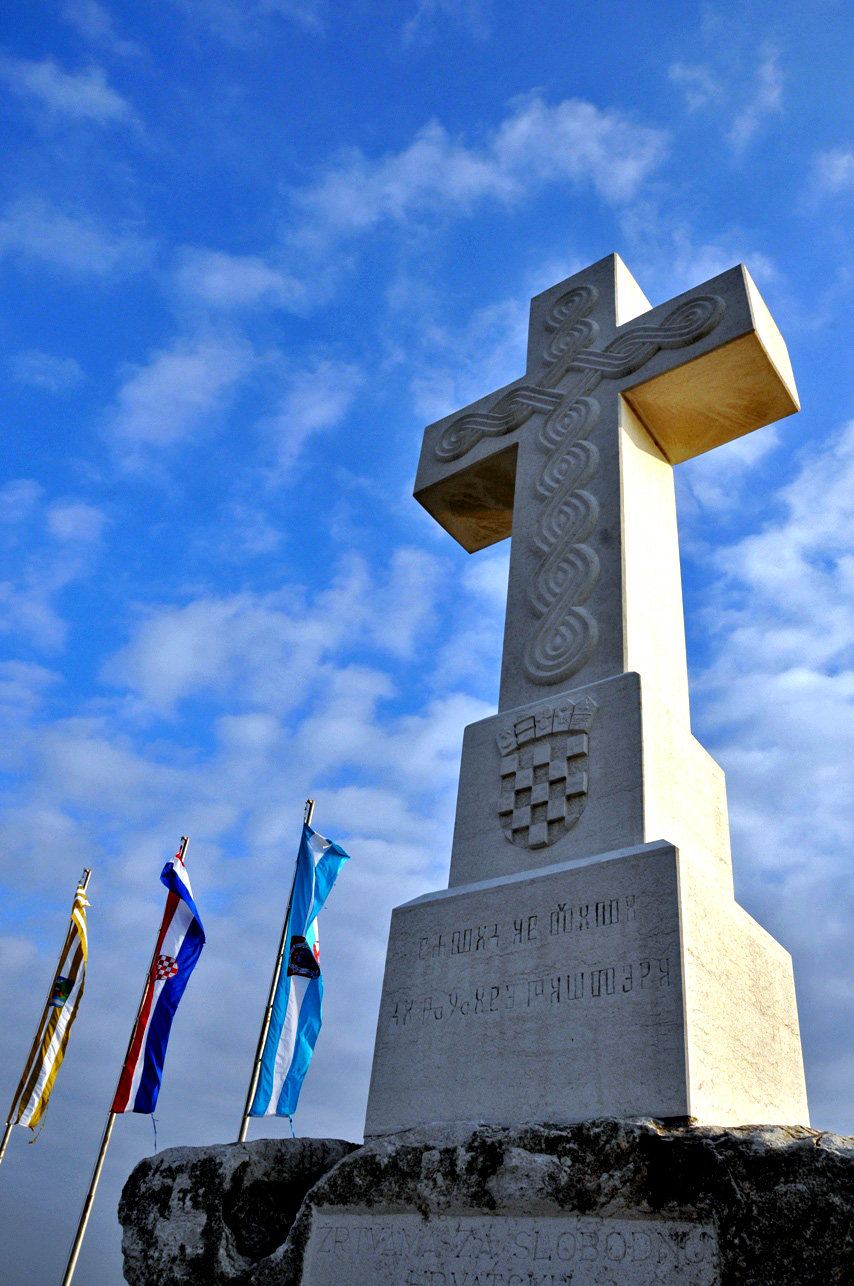
Đài tưởng niệm những người bảo vệ Vukovar tại hợp lưu của sông Danube và sông Vuka.

Những tàn tích do chiến tranh để lại vẫn còn hiện hữu ở Vukovar. Nhiều tòa nhà vẫn còn nguyên dấu vết của bom đạn. Bệnh viện thành phố giới thiệu một cuộc triển lãm và tái hiện các điều kiện tòa nhà thời chiến. Tại Ovčara, địa điểm xảy ra vụ thảm sát được đánh dấu bằng một ngôi mộ tập thể và triển lãm về tội ác chiến tranh. Hướng dẫn viên địa phương, nhiều người trong số đó đã sống qua trận chiến, cung cấp cho khách du lịch cơ hội đến thăm những địa điểm này bằng xe đạp và đi bộ. Tháp nước Vukovar từ lâu đã được bảo tồn nguyên trạng như một đài tưởng niệm chiến tranh. Vào năm 2016, một chiến dịch được phát động để khôi phục lại tháp nước về trạng thái trước chiến tranh. Tháp nước mới xây dựng lại mở cửa cho công chúng từ tháng 10 năm 2020.
Tháng 11 hàng năm, chính quyền của Vukovar dành bốn ngày tưởng nhớ ngày thành phố rơi vào tay người Serb, với sự kiện tiêu biểu là là "Lễ rước Ký ức" được tổ chức vào ngày 18 tháng 11. Điều này tượng trưng cho việc người Croat bị cưỡng bức di cư và quãng đường đi bộ năm km (3,1 dặm) từ bệnh viện thành phố đến Nghĩa trang Tưởng niệm Nạn nhân Chiến tranh Tổ quốc Croatia. Buổi lễ có sự tham gia của hàng chục nghìn người từ khắp nơi trên dải đất Croatia. Người Serb địa phương tránh tham gia vào các lễ kỷ niệm của Croatia, thường thích rời khỏi thành phố hoặc ở trong nhà vào ngày 18 tháng 11. Cho đến năm 2003, họ đã tổ chức một lễ tưởng niệm riêng biệt, nhẹ nhàng tại nghĩa trang quân đội Serbia vào ngày 17 tháng 11. Từ 2003, những lễ kỷ niệm như vậy được tổ chức vào ngày 18 tháng 11. Thuật ngữ "Ngày giải phóng" từ thời RSK đã bị loại bỏ, nhưng người Serb cũng tránh sử dụng thuật ngữ của Croatia mà thay vào đó gọi nó đơn giản là "ngày 18 tháng 11". Làm thế nào để tưởng nhớ những người Serb hi sinh đã đặt ra những khó khăn đặc biệt. Những người Serb địa phương chết khi chiến đấu cùng với JNA đã được chính quyền người Serb ở Croatia chôn cất trên khu đất từng có nhà của người Croat. Những tấm bia mộ ban đầu được đặt trên đỉnh với một tác phẩm điêu khắc gợi nhớ đến chiếc mũ quân đội Serbia hình chữ V, hay còn gọi là šajkača ở dưới. Sau khi Vukovar tái nhập vào Croatia, các bia mộ trên liên tục bị phá hoại. Cộng đồng người Serb đã thay thế chúng bằng những bia mộ trung lập hơn mà không mang hàm ý quân sự công khai. Người Serb ở Vukovar cho biết họ cảm thấy bị gạt bỏ và bị tách biệt, bị loại khỏi những nơi gắn liền với tình cảm dân tộc chủ nghĩa Croatia, chẳng hạn như các tượng đài chiến tranh. Nhà xã hội học người Croat Kruno Kardov đưa ra ví dụ về một đài tưởng niệm nổi bật, một cây thánh giá lớn làm từ đá trắng, nơi dòng sông Vuka chảy vào sông Danube. Theo Kardov, người Serb hiếm khi đến đó và họ cảm thấy căng thẳng nếu đến đó. Một cậu bé người Serb nói về việc cậu ấy muốn biết những gì được viết trên đài kỷ niệm nhưng quá sợ hãi. Một hôm cậu bé lấy hết can đảm, chạy đến tượng đài, đọc dòng chữ và lập tức chạy về “nơi an toàn”. Như Kardov đã nói, Vukovar vẫn bị chia cắt bởi một "đường ranh giới vô hình... trong nhận thức của các thành viên của một nhóm cụ thể." 

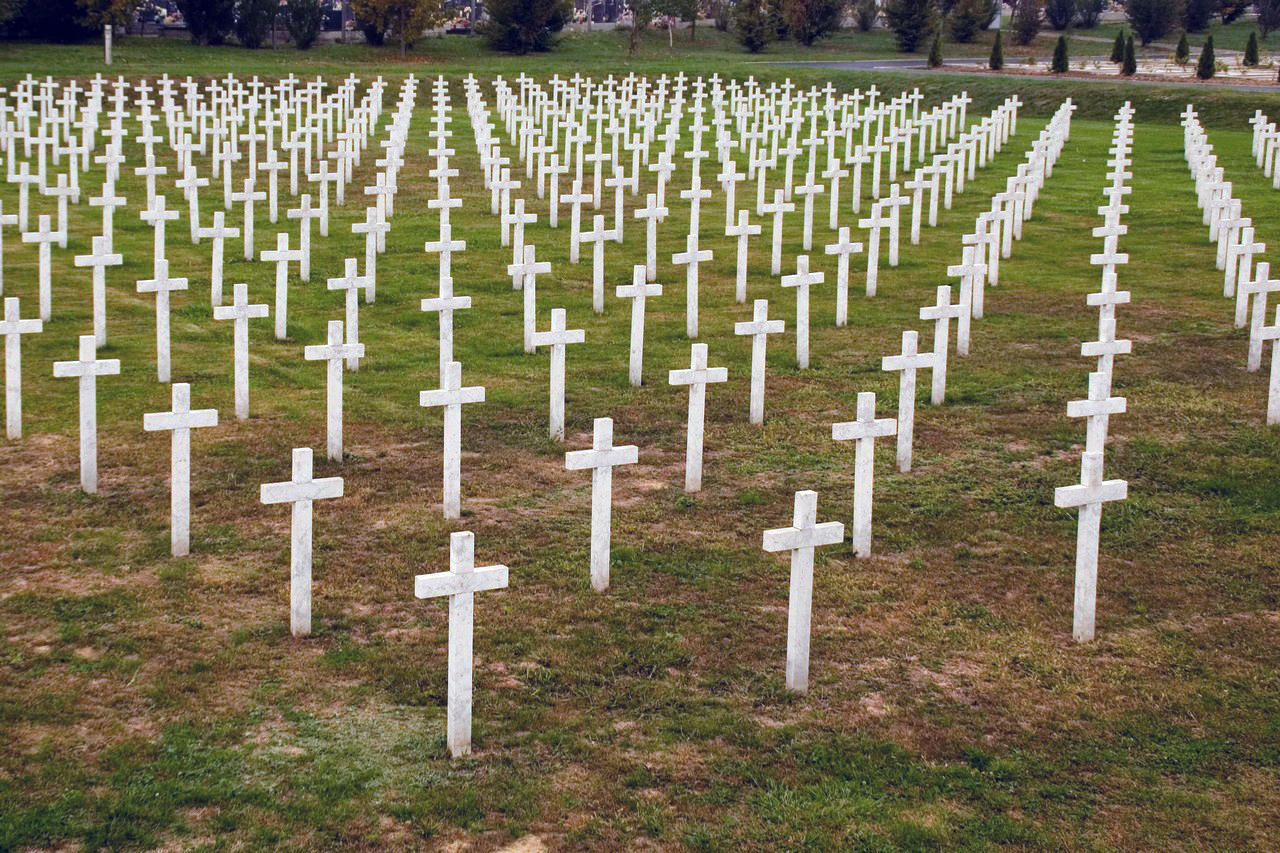
Nghĩa trang Tưởng niệm Nạn nhân Chiến tranh Tổ quốc được xây dựng từ năm 1998 đến năm 2000 với 938 cây thánh giá bằng đá cẩm thạch.

Trận chiến được tưởng nhớ rộng rãi ở Croatia. Hầu hết mọi thị trấn đều có đường phố được đặt tên Vukovar. Năm 2009, tàu dẫn đầu trong số 2 tàu tên lửa lớp Helsinki mới được hạ thủy của Hải quân Croatia được đặt tên Vukovar. Quốc hội Croatia đã tuyên bố ngày 18 tháng 11 là "Ngày tưởng nhớ sự hy sinh của Vukovar năm 1991", ngày mà "tất cả những người tham gia bảo vệ thành phố Vukovar - biểu tượng của tự do Croatia - được tôn vinh một cách xứng đáng với lòng tôn trọng."
Là một biểu tượng của bản sắc dân tộc Croatia, Vukovar đã trở thành một nơi hành hương cho người dân từ khắp nơi trên đất nước Croatia, tìm về đây để như sống lại những khoảnh khắc ấy, cảm nhận những nỗi đau khổ mà những người đi trước phải chịu đựng trong cuộc chiến giành độc lập của đất nước. Một số người tụ tập trước thánh giá tưởng niệm vào đêm giao thừa để cầu nguyện khi năm mới kết thúc, mặc dù điều này đã thu hút sự chỉ trích từ những người Croat địa phương vì không cho phép họ "vui mừng dù chỉ một đêm", như một người đã nói. Nơi đây đã trở thành, theo lời của Kardov, "hiện thân của bản sắc Croatia thuần túy" và là trận chiến, huyền thoại nền tảng của nhà nước Croatia. Điều này đã khiến nó trở thành một "địa điểm tưởng tượng", một nơi chứa đựng tình cảm và biểu tượng quốc gia của Croatia. Kardov kết luận rằng người ta còn hoài nghi liệu Vukovar lại có thể một lần nữa trở thành một nơi dành cho tất cả người dân nơi đây hay không.
Vào tháng 11 năm 2010, Boris Tadić trở thành Tổng thống đầu tiên của Serbia công du đến Vukovar, khi ông đến thăm địa điểm thảm sát ở Ovčara và bày tỏ "sự xin lỗi và hối tiếc".

## Văn hóa đại chúng
Trận chiến đã được mô tả trong các bộ phim ở Serbia như: Dezerter (1992), Kaži zašto me ostavi (1993) và Vukovar, jedna priča (1994). Ở Croatia cũng có các bộ phim như Vukovar se vraća kući (1994) và Zapamtite Vukovar (2008), cũng như có một bộ phim Pháp với tên gọi Harrison's Flowers (2000). Một bộ phim tài liệu của Serbia năm 2006 về trận chiến, Vukovar – Final Cut, đã giành được Giải thưởng Nhân quyền tại Liên hoan phim Sarajevo năm 2006. Trận chiến cũng là nội dung chính của cuốn tiểu thuyết năm 1995  U potpalublju  của nhà văn người Serb Vladimir Arsenijević.

## Chú giải
1. ↑  Gã thợ làm mũ khùng và thế giới Alice ở xứ sở thần tiên là hai hình ảnh liên hệ đến tác phẩm Alice ở xứ sở thần tiên của tác giả người Anh Lewis Carroll

## Trích dẫn
1. 1 2  Central Intelligence Agency Office of Russian and European Analysis 2000, tr. 99
2. ↑  Woodward 1995, tr. 258
3. 1 2 3  Horton 2003, tr. 132
4. ↑  Notholt 2008, tr. 7.28
5. ↑  Borger, 2011
6. 1 2 3  Prosecutor v. Milosevic, 23 tháng 10 năm 2002
7. ↑  Prosecutor v. Mrkšić, Radić & Šljivančanin – Judgement, 27 tháng 9 năm 2007, tr. 8.
8. ↑  Ivančević 1986, tr. 157
9. ↑  Gow 2003, tr. 159–160
10. ↑  Bjelajac & Žunec 2009, tr. 249
11. ↑  BBC News, 28 tháng 1 năm 2003
12. ↑  Cvitanic 2011, tr. 107
13. ↑  Goldman 1997, tr. 310
14. 1 2  Boduszyński 2010, tr. 79–80
15. 1 2  Bassiouni, Annex IV. 28 December 1994
16. ↑  Bell 2003, tr. 180
17. 1 2  O'Shea 2005, tr. 11
18. 1 2  Bassiouni, Annex III. 28 December 1994
19. ↑  Marijan 2004, tr. 49
20. ↑  Hockenos 2003, tr. 58–59
21. ↑  Thompson 1999, tr. 30
22. ↑  Stefanovic, 4 tháng 5 năm 1991
23. 1 2  Thomas & Mikulan 2006, tr. 46
24. ↑  Tanner, 3 tháng 5 năm 1991
25. ↑  Sudetic, 27 tháng 8 năm 1991
26. ↑  Sremac 1999, tr. 47
27. ↑  Tanner, 6 May 1991
28. ↑  Tanner, 20 May 1991
29. ↑  Sudetic, 20 tháng 5 năm 1991
30. ↑  Stankovic, 20 tháng 6 năm 1991
31. ↑  Prosecutor v. Mrkšić, Radić & Šljivančanin – Judgement, 27 tháng 9 năm 2007, tr. 12–13.
32. ↑  BBC Summary of World Broadcasts, 9 tháng 7 năm 1991
33. ↑  Jelinić, 31 tháng 7 năm 2006
34. ↑  Stover 2007, tr. 146
35. ↑  Woodward 1995, tr. 492
36. ↑  Lekic, 24 tháng 7 năm 1991
37. ↑  Ramet 2005, tr. 230–231
38. ↑  Ramet 2006, tr. 391
39. ↑  Coward 2009, tr. 37
40. 1 2 3 4  Prosecutor v. Mrkšić, Radić & Šljivančanin – Judgement, 27 tháng 9 năm 2007, tr. 14.
41. 1 2 3  Central Intelligence Agency Office of Russian and European Analysis 2000, tr. 195
42. 1 2  Thompson 1992, tr. 300
43. 1 2  Šebetovsky 2002, tr. 11
44. 1 2  Marijan 2002, tr. 370
45. ↑  Marijan 2004, tr. 29
46. 1 2  Sikavica 2000, tr. 144
47. 1 2  Slobodna Dalmacija, 26 tháng 9 năm 2009
48. ↑  Malović & Selnow 2001, tr. 132
49. 1 2  Gow 2003, tr. 239
50. 1 2  Butković, 2010
51. 1 2  Merrill 1999, tr. 119
52. ↑  Nation 2003, tr. 117
53. 1 2 3 4  Tus 2001, tr. 54
54. 1 2 3 4 5 6  Tus 2001, tr. 60
55. 1 2 3  Prosecutor v. Mrkšić, Radić & Šljivančanin – Judgement, 27 tháng 9 năm 2007, tr. 16.
56. ↑  Šebetovsky 2002, tr. 12
57. ↑  Marijan 2004, tr. 278–282
58. 1 2 3 4 5 6  Central Intelligence Agency Office of Russian and European Analysis 2000, tr. 100
59. ↑  Armatta 2010, tr. 193
60. ↑  Kelly 2005, tr. 106
61. 1 2 3  Central Intelligence Agency Office of Russian and European Analysis 2000, tr. 92
62. ↑  Sell 2002, tr. 334
63. 1 2 3  Gibbs 2009, tr. 88–89
64. ↑  Central Intelligence Agency Office of Russian and European Analysis 2000, tr. 97–98
65. ↑  Gibbs 2009, tr. 252
66. ↑  Armatta 2010, tr. 192
67. 1 2 3  Silber & Little 1997, tr. 176
68. ↑  Silber & Little 1997, tr. 175
69. 1 2  Tanner 2010, tr. 264
70. ↑  Šebetovsky 2002, tr. 23–24
71. ↑  Šebetovsky 2002, tr. 19
72. ↑  Šebetovsky 2002, tr. 25
73. ↑  Šebetovsky 2002, tr. 26–27
74. ↑  Šebetovsky 2002, tr. 20
75. ↑  Šebetovsky 2002, tr. 21
76. ↑  Šebetovsky 2002, tr. 28
77. ↑  Jutarnji list, 6 tháng 7 năm 2007
78. ↑  Šebetovsky 2002, tr. 34–37
79. 1 2 3  Stover & Weinstein 2004, tr. 8
80. ↑  Bell, 11 tháng 9 năm 2011, 05:06
81. ↑  Central Intelligence Agency Office of Russian and European Analysis 2000, tr. 98
82. ↑  Sikavica 2000, tr. 151
83. ↑  Sikavica 2000, tr. 143
84. ↑  Collin 2001, tr. 48
85. ↑  Sikavica 2000, tr. 152
86. ↑  Doder & Branson 1999, tr. 97
87. ↑  Armatta 2010, tr. 186–187
88. ↑  Doder & Branson 1999, tr. 98–99
89. ↑  Šebetovsky 2002, tr. 9–10
90. 1 2  Armatta 2010, tr. 188
91. 1 2 3 4 5 6 7 8  Central Intelligence Agency Office of Russian and European Analysis 2000, tr. 101
92. ↑  Tus 2001, tr. 55
93. ↑  Marijan 2004, tr. 179–181
94. ↑  Silber & Little 1997, tr. 177
95. ↑  Šebetovsky 2002, tr. 39
96. 1 2  Tus 2001, tr. 58
97. 1 2  Silber & Little 1997, tr. 179
98. ↑  Ramet 2005, tr. 24
99. ↑  Šebetovsky 2002, tr. 27–28
100. 1 2 3 4 5 6  Nazor, tháng 11 năm 2008
101. ↑  Mihajlović, 4 tháng 11 năm 2013
102. ↑  Application of the Convention on the Prevention and Punishment of the Crime of Genocide (Croatia v. Serbia), 3 tháng 2 năm 2015, tr. 77
103. ↑  Champion, 20 tháng 11 năm 1991
104. ↑  Radin, 26 tháng 11 năm 1991
105. ↑  Bell, 11 tháng 9 năm 2011, 11:52
106. ↑  Harden, 20 tháng 11 năm 1991
107. 1 2  Sudetic, 21 tháng 11 năm 1991
108. 1 2 3 4 5  Silber & Little 1997, tr. 180
109. ↑  Champion, 24 tháng 11 năm 1991
110. ↑  Fleming 2016, tr. 100.
111. ↑  Virski list, tháng 11 năm 2008
112. ↑  Central Intelligence Agency Office of Russian and European Analysis 2000, tr. 205
113. ↑  Schäuble 2009, tr. 167
114. 1 2  O'Shea 2005, tr. 23
115. ↑  Cigar 1996, tr. 77–78
116. ↑  Marijan 2004, tr. 283
117. 1 2  Sikavica, 28 tháng 11 năm 1997
118. ↑  Vreme, 25 tháng 10 năm 2001
119. ↑  Živić & Ružić 2013, tr. 261
120. ↑  Cvitanic 2011, tr. 34
121. ↑  Klain 1998, tr. 286
122. ↑  Nizich 1992, tr. 53
123. ↑  Gow 2003, tr. 163
124. ↑  Prosecutor v. Milošević, 23 tháng 10 năm 2002, #55.
125. 1 2  Prosecutor v. Mrkšić, Radić & Šljivančanin – Judgement, 27 tháng 9 năm 2007, tr. 67.
126. ↑  Prosecutor v. Šešelj, 7 tháng 12 năm 2007, tr. 8.
127. ↑  Armatta 2010, tr. 194
128. ↑  Kardov 2007, tr. 64
129. ↑  Rudić & Milekić, 17 tháng 11 năm 2017
130. ↑  Jutarnji list, 16 tháng 5 năm 2006
131. ↑  Croatian Radiotelevision, 4 tháng 6 năm 2010
132. ↑  Vjesnik, 14 tháng 9 năm 2011
133. 1 2  Simmons, 17 December 1991
134. ↑  MacDonald 2002, tr. 203
135. ↑  Prosecutor v. Mrkšić, Radić & Šljivančanin – Judgement, 27 tháng 9 năm 2007, tr. 100.
136. ↑  Central Intelligence Agency Office of Russian and European Analysis 2000, tr. 216
137. 1 2  Cigar 1996, tr. 74–75
138. ↑  The Economist, 4 tháng 3 năm 1995
139. ↑  Kroeger, 12 tháng 12 năm 2001
140. ↑  BBC News, 27 tháng 9 năm 2007
141. ↑  BBC News, 5 tháng 5 năm 2009
142. ↑  Agence France-Presse, 7 tháng 7 năm 2011
143. ↑  BBC News, 29 tháng 6 năm 1998
144. ↑  BBC News, 24 tháng 2 năm 2003
145. ↑  BBC News, 31 tháng 3 năm 2016
146. ↑  United Nations Mechanism for International Criminal Tribunals, 11 tháng 4 năm 2018
147. ↑  BBC News, 11 tháng 3 năm 2006
148. ↑  Prosecutor v. Hadžić. 21 tháng 5 năm 2004
149. ↑  BBC News, 24 tháng 8 năm 2011
150. ↑  BBC News, 12 tháng 7 năm 2016
151. ↑  BBC News, 12 December 2005
152. ↑  Voice of America News, 22 tháng 9 năm 2011
153. ↑  The Economist, 4 tháng 3 năm 2011
154. ↑  BBC News, 1 tháng 6 năm 2004
155. ↑  Jelinić, 26 tháng 11 năm 2007
156. ↑  Slobodna Dalmacija, 6 tháng 3 năm 2012
157. ↑  B92, 2 tháng 11 năm 2014
158. ↑  Blair, 3 tháng 2 năm 2015
159. ↑  BBC News, 3 tháng 2 năm 2015
160. ↑  Kurspahić 2003, tr. 74–75
161. ↑  Kolstø 2009, tr. 73–75
162. ↑  Milošević 2000, tr. 120–121
163. ↑  Brown & Karim 1995, tr. 122–123
164. ↑  Tanner, 19 tháng 11 năm 1992
165. ↑  Kurspahić 2003, tr. 77–78
166. ↑  Štitkovac 2000, tr. 172
167. ↑  Karadjis 2000, tr. 58–60
168. ↑  Shawcross 2001, tr. 46
169. 1 2  Kurspahić 2003, tr. 79
170. ↑  Glenny 1999, tr. 103
171. 1 2  Tanner 2010, tr. 265
172. 1 2 3  Kolstø 2009, tr. 74
173. ↑  Navarro, 20 tháng 11 năm 1991
174. 1 2 3  Kardov 2007, tr. 65
175. ↑  Malović & Selnow 2001, tr. 134
176. 1 2 3 4  Kardov 2007, tr. 66
177. ↑  Kaiser 1995, tr. 118
178. ↑  Baker 2010, tr. 22
179. ↑  Baker 2010, tr. 44
180. 1 2  Kardov 2007, tr. 67
181. ↑  Sikavica 2000, tr. 145
182. ↑  MacDonald 2002, tr. 81
183. ↑  Kardov 2007, tr. 70–71
184. 1 2  Armatta 2010, tr. 187
185. ↑  Torov 2000, tr. 255–266
186. ↑  Stojanović 2000, tr. 474
187. ↑  Thomas 1999, tr. 108
188. ↑  Cigar 1996, tr. 40–42
189. ↑  Cigar 1996, tr. 79
190. ↑  Ramet 2006, tr. 416
191. 1 2  Phillips 2004, tr. 49–50
192. ↑  BBC News, 25 tháng 11 năm 2005
193. ↑  Seeney, 22 tháng 8 năm 2006
194. ↑  Marshall, 16 tháng 1 năm 1998
195. ↑  Bjelajac & Žunec 2009, tr. 262
196. ↑  Tanner, 27 tháng 10 năm 1992
197. ↑  Ignatieff 1993, tr. 34
198. ↑  Lekic, 18 tháng 11 năm 1992
199. ↑  Kovacic, 18 tháng 11 năm 1992
200. ↑  Maguire, 4 tháng 7 năm 1994
201. ↑  Marshall, 8 tháng 3 năm 1995
202. ↑  Human Rights Watch 2003, tr. 45
203. ↑  Tanner 2010, tr. 306
204. ↑  Radosavljevic, 20 tháng 7 năm 2011
205. ↑  Johnson 2011, tr. 52–53
206. ↑  Vladisavljevic, 30 tháng 10 năm 2020
207. ↑  Kardov 2007, tr. 79
208. 1 2 3  Kardov 2007, tr. 81
209. ↑  Kardov 2007, tr. 87–88
210. ↑  Kardov 2007, tr. 71–73
211. ↑  Kardov 2007, tr. 75–76
212. ↑  Jane's Navy International, 30 tháng 1 năm 2009
213. ↑  Kardov 2007, tr. 81–82
214. ↑  BBC News, 4 tháng 11 năm 2010
215. 1 2  Daković 2010, tr. 471
216. ↑  Goulding 2002, tr. 189
217. ↑  Iordanova 2001, tr. 142
218. ↑  Sloan 2007, tr. 268
219. ↑  B92, 27 tháng 8 năm 2006
220. ↑  Lukić 2010, tr. 257